# Protestas en Bolivia de 2019
Las protestas en Bolivia, apodada también la «Revolución de las Pititas», correspondieron a las movilizaciones iniciadas tras la difusión de los resultados del recuento rápido de actas después de las elecciones generales del 20 de octubre de 2019, muestra de indignación de la población.  Al principio en las protestas se exigía al entonces presidente Evo Morales, en ir a una segunda vuelta en contra del segundo lugar, que era el expresidente Carlos Mesa, para luego exigir que se realicen unas nuevas elecciones. Basado en el conteo rápido de votos en boca de urna realizado por la empresa Neotec y por el conteo rápido de votos de la Universidad Mayor de San Andrés, y a sugerencia del informe de la delegación veedores enviados por la Organización de Estados Americanos, tras presumir irregularidades en la suspensión por casi 24 horas en el conteo de votos del TREP y la posterior reanudación de dicho conteo, donde aparecía como ganador Evo Morales en primera vuelta.
Las protestas comenzaron con una concentración de manifestantes frente al exhotel Radisson de La Paz, donde se estaba realizando el computo de actas. El candidato opositor Carlos Mesa, hizo un llamamiento a sus seguidores a concentrarse, para vigilar que no se produjera fraude electoral, alegando que el tribunal electoral obedecía al interés del Movimiento al Socialismo (MAS) y de Evo Morales para intentar que no se llegara a una segunda vuelta.
Tras más de 24 horas el Tribunal Supremo Electoral de Bolivia del Órgano Electoral Plurinacional (OEP) actualizó los datos de recuento rápido señalando una estrecha victoria para Morales, quien revalidaría su cargo sin necesidad de segunda vuelta. Partidarios de los dos candidatos con mayores posibilidades para acceder a la presidencia: Evo Morales y Carlos Mesa, se lanzaron a la calle.
Sectores universitarios, miembros de la coalición electoral Comunidad Ciudadana (CC), liderada por Mesa, y partidos de oposición reclamaron una revisión imparcial de los votos, y la dimisión de las autoridades del Órgano Electoral Plurinacional de Bolivia. Pidieron, asimismo, el respeto a la decisión popular manifestada por el Referéndum del 21 de febrero de 2016, donde 51.3 % de los participantes rechazaron que las autoridades sean reelectas dos veces de manera continua y una segunda vuelta electoral.
Partidos afines al MAS se manifestaron reclamando el respeto al voto, declarándose en «estado de emergencia», llamando a apoyar a ese partido y descartando la segunda vuelta.
Durante los días de recuento de votos continuaron las protestas y denuncias de fraude. El jueves 24 de octubre, la Unión Europea se sumó al pedido de la OEA, para que Bolivia celebre una segunda vuelta electoral, con el fin de «restablecer la confianza en el proceso electoral considerado escasamente transparente», aunque esto fue observado internacionalmente como intromisión, mientras tanto el Tribunal Supremo Electoral de Bolivia otorgaba el triunfo a Evo Morales, quien habría obtenido según la página electrónica oficial el 47,07 % de los sufragios, frente al 36,52 % de Carlos Mesa. El ministro boliviano de Justicia, Héctor Arce, y el ministro de Relaciones Electorales, Diego Pary, declararon ante la OEA que «las reglas de juego se habían cumplido», criticando a la OEA denunciando una falta de «ecuanimidad» al exigir una segunda vuelta sin haber realizado, previamente, las auditorías correspondientes y a la oposición por «subversión».
El 10 de noviembre un informe preliminar de la Organización de Estados Americanos recomendó nuevas elecciones por haberse encontrada serias irregularidades que indicaban un fraude electoral. Poco después el presidente Evo Morales anunció la celebración de nuevas elecciones generales con un órgano electoral renovado, pero la oposición y comités cívicos como el de Santa Cruz de la Sierra liderado por Luis Fernando Camacho y el líder cívico de Potosí, Marco Pumari, respondieron que la única salida era su renuncia. Horas más tarde una de las personas de mayor confianza que tenía Evo Morales, el general de las fuerzas armadas Williams Kaliman, le sugiere renunciar a la presidencia, forzando así la renuncia definitiva al cargo de presidente de Evo Morales y el vicepresidente Álvaro García Linera, semanas después se haría de conocimiento público que la sugerencia de Williams Kaliman fue repentina y sin consultar a nadie en su entorno, según sus más allegados. Como consecuencia de la renuncia de Evo Morales, se produjeron varias renuncias de legisladores, ministros y autoridades regionales del partido oficialista, en algunos casos, según Evo Morales, fue bajo amenaza, también la prensa dio a conocer la quema y destrucción de inmuebles de autoridades oficialistas, desconociéndose si la destrucción se dio antes o después de las renuncias. Las protestas fueron calificadas por algunos dirigentes como pacíficas, organizaciones de la sociedad civil y organizaciones internacionales como la Comisión Interamericana de Derechos Humanos (CIDH).

## Antecedentes

### Reelección

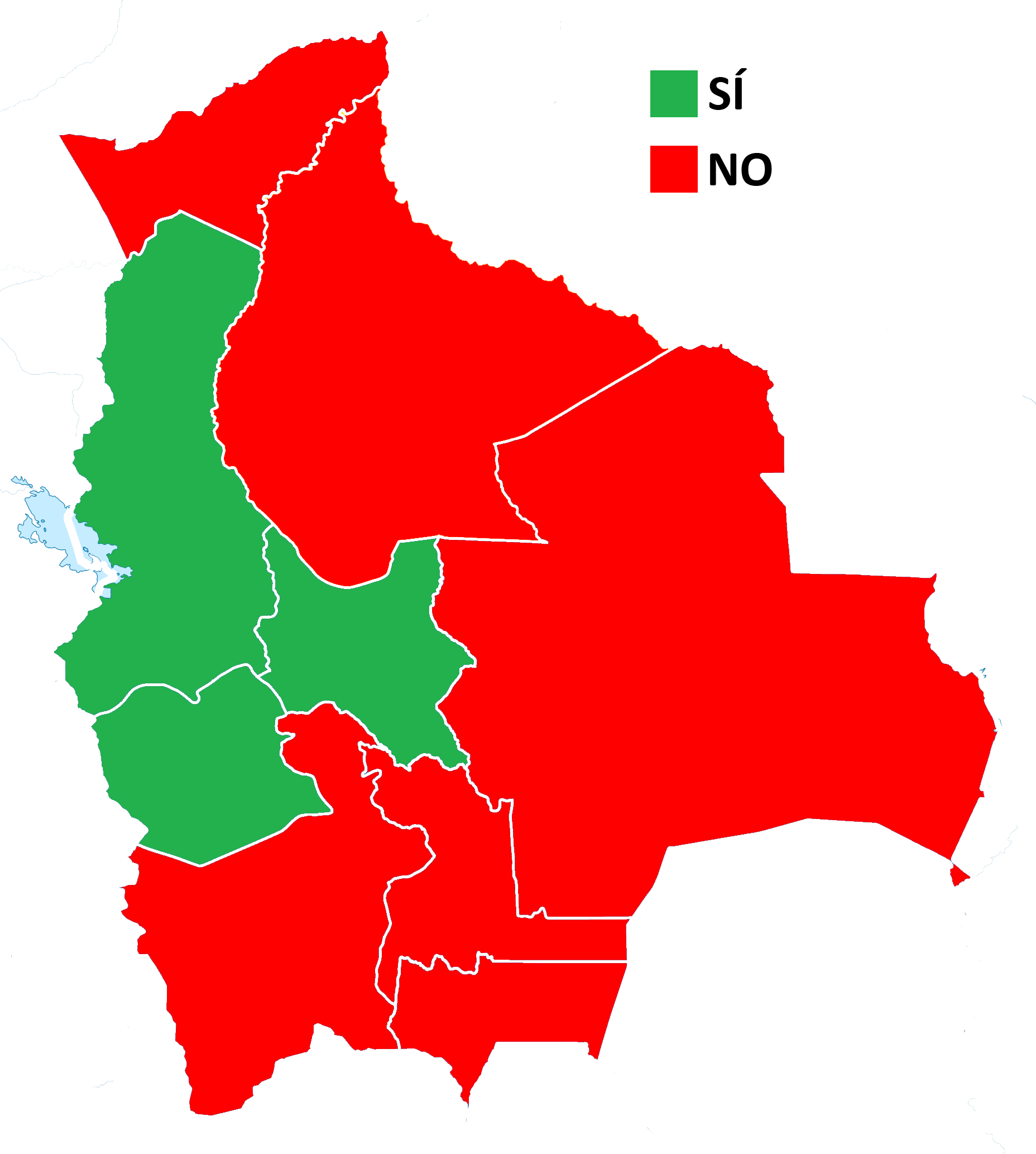
Resultado del referéndum de 2016 en donde salió ganador la opción de rechazo a la modificación constitucional para la reelección presidencial.

El artículo 168 de la Constitución de Bolivia de 2009 permite que el presidente, y el vicepresidente sean reelegidos solo una vez, limitando el número de mandatos a dos. El partido gobernante, el Movimiento al Socialismo (MAS) patrocinó un esfuerzo para enmendar este artículo. El referéndum fue autorizado por una sesión conjunta de la Asamblea Legislativa Plurinacional el 26 de septiembre de 2015, con una votación de 112 a 41. La Ley 757, que convocó al referéndum en febrero de 2016, se aprobó por 113 votos contra 43 y se promulgó el 5 de noviembre de 2015.
El referéndum se celebró el 21 de febrero de 2016, y la enmienda propuesta fue rechazada por 51.3% a 48.7%. Un voto exitoso de «sí» habría permitido al presidente Evo Morales y al vicepresidente Álvaro García Linera postularse para otro mandato en 2019. Morales ya había sido elegido tres veces. La primera vez, en 2006, no fue contada ya que fue antes de que la Constitución de 2009 introdujera el límite de dos períodos.
A pesar del resultado del referéndum, el Tribunal Supremo Constitucional Plurinacional de Bolivia, refiriéndose al Artículo 23 de la Convención Americana sobre Derechos Humanos, dictaminó poco más de un año después, en diciembre de 2017, que todas los cargos públicos no tendrían límites de mandato a pesar de lo establecido en la Constitución, lo que le permitió a Morales postularse para un cuarto mandato.

### Elecciones generales de 2019

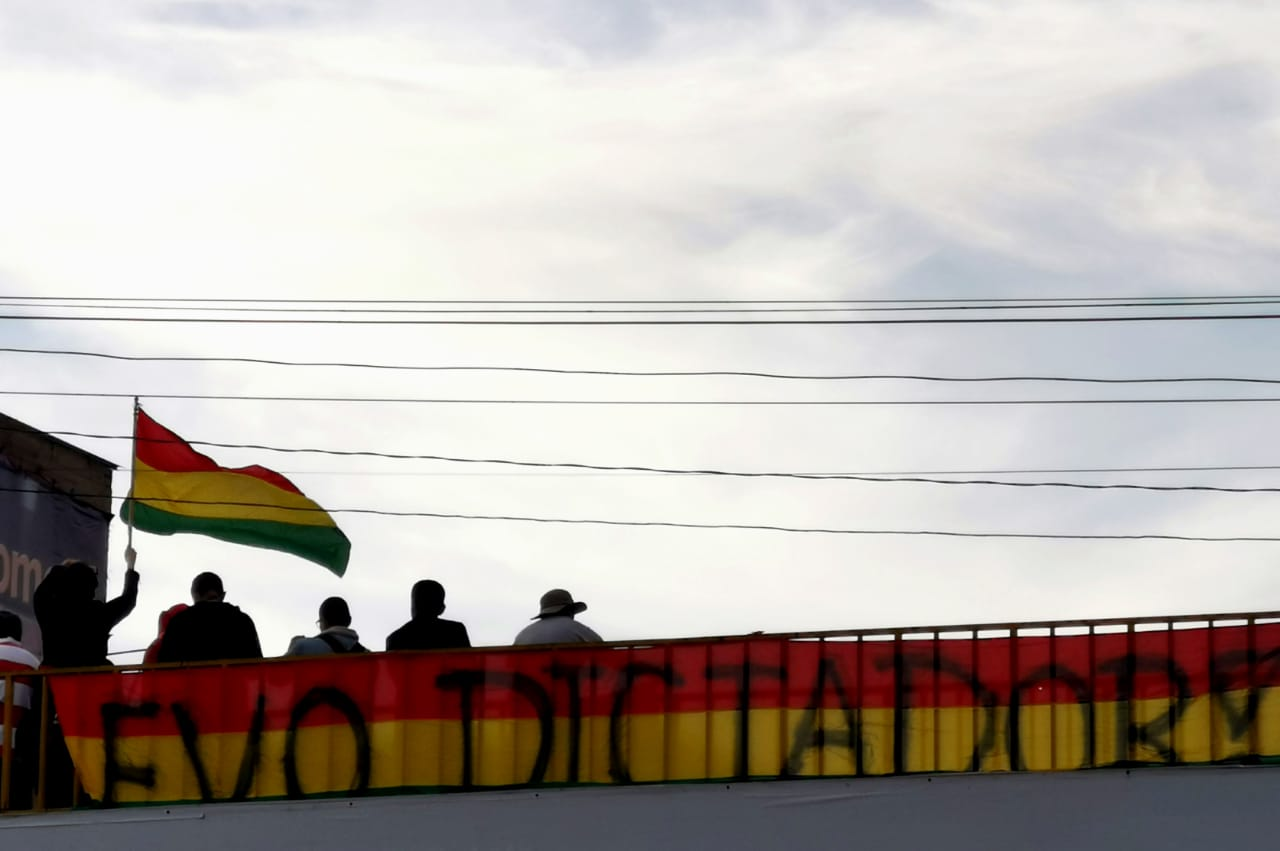
Puente grafitiado con las palabras «Evo dictador» en referencia al alargado mandato del presidente Evo Morales desde 2006.

El 20 de octubre de 2019, se celebró la primera ronda de votación para los cargos de presidente, vicepresidente, diputados y senadores. El Órgano Electoral Plurinacional publicó dos series de recuentos poco después de que se cerró la votación. Primero fue un sondeo a boca de urna que verificó el 95.6% de los votos que mostraron que el presidente Morales, tenía 10.45 puntos porcentuales de diferencia sobre su principal rival y expresidente, Carlos Mesa. Liderar en más de 10 puntos porcentuales indica que no habrá segunda vuelta electoral de desempate. El recuento completo apareció como resultados provisionales en un sitio web con actualizaciones en vivo. Al momento en que se verificó el 83.8% de los votos en el recuento completo, el sitio web mostró a Morales con el 45.3% y Mesa con el 38.2%; esto reflejaba una ventaja de menos de diez puntos. Sin embargo después de las 7:40 p. m. hora local, no se realizaron más actualizaciones a los resultados preliminares. La presidenta del Tribunal Supremo Electoral (TSE), María Eugenia Choque aseguró que el sistema de Transmisión de Resultados Electorales Preliminares (TREP) se paralizó para evitar la confusión por el inicio cómputo de actas de los tribunales departamentales. La próxima publicación de resultados oficiales se hizo casi 24 horas después.
El candidato presidencial Carlos Mesa declara la segunda vuelta pronunciando «Hemos logrado un triunfo incuestionable que nos permite decir con certeza que estamos en segunda vuelta» minutos antes de la paralización de la Transmisión del Resultados Electorales Preliminares (TREP). Momentos después, Evo Morales se autoproclamó ganador en primera vuelta: «Ganamos una vez más, vamos a esperar al último escrutinio y confiamos en el voto del campo» declaración que causó desconfianza en la población por la seguridad con la que hablaba el exmandatario pese a que aún no terminaba el conteo.
El 21 de octubre de 2019, se celebró una conferencia de prensa del Órgano Electoral Plurinacional, que publicó datos del conteo rápido del sistema de Transmisión de Resultados Electorales Preliminares (TREP), publicado a las 19:30 horas, casi 24 después después de ser suspendido inicialmente, indicando que con el 95.30% de los votos verificados, el MAS de Morales obtuvo el 46.86% de los votos sobre el 36.72% de la Comunidad Ciudadana de Mesa, superando los 10 puntos porcentuales necesarios para evitar un segunda vuelta y, como resultado, Morales permanecería en el poder por un cuarto mandato.
Finalmente, la presidenta del Tribunal Supremo Electoral, María Eugenia Choque, presentó los resultados al 100 por ciento de las elecciones generales, donde el candidato del Movimiento al Socialismo, Evo Morales, ganó con el 47,08 por ciento de los votos y en segundo lugar quedó Carlos Mesa de Comunidad Ciudadana con 36,51 por ciento. La diferencia entre ambos es de 10,57 por ciento. Choque expresó su predisposición para que la Organización de Estados Americanos, la Unión Europea y otras instituciones puedan realizar la auditoría.

## Cronología

### 21 de octubre

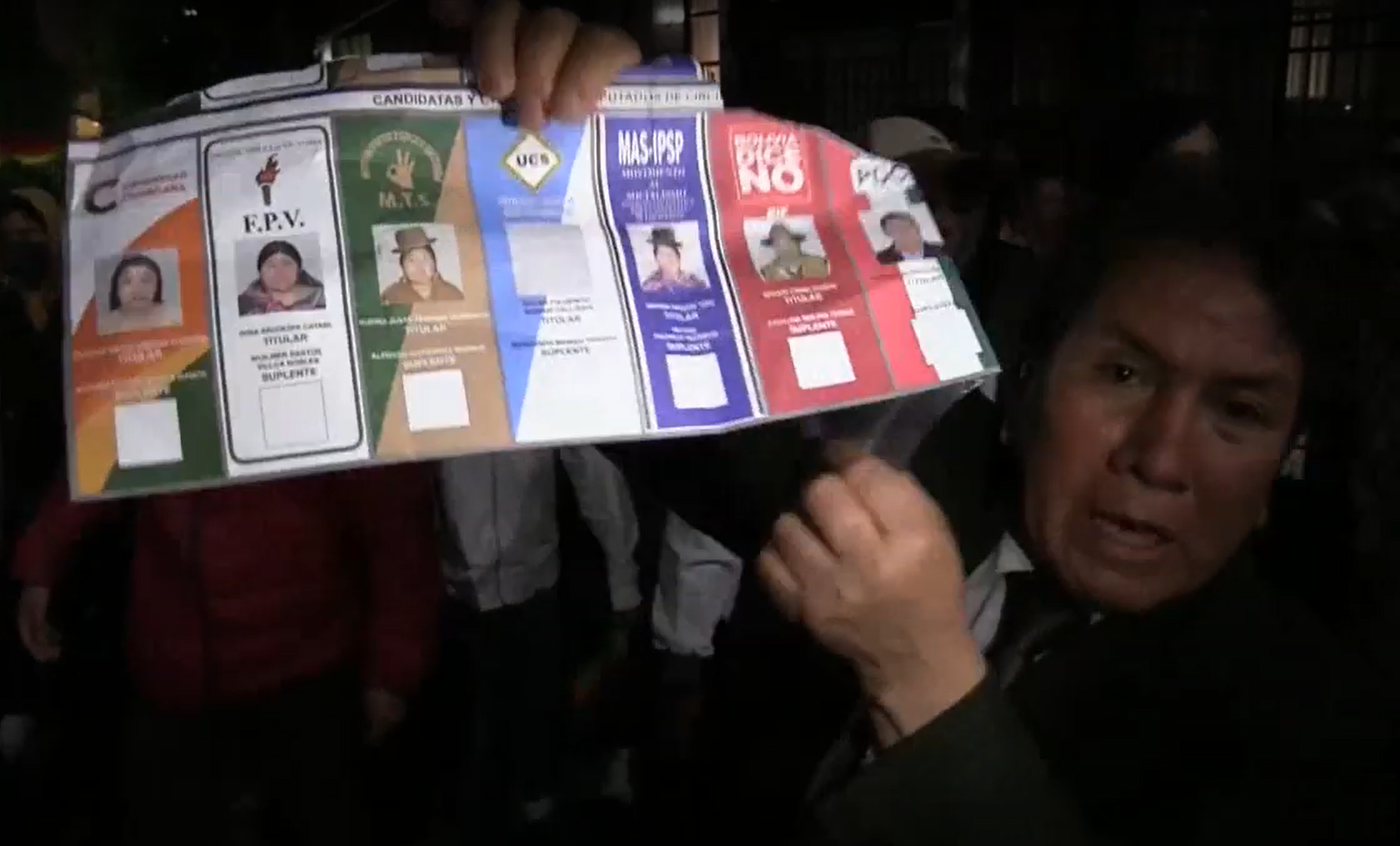
Ciudadano muestra una papeleta electoral en blanco, encontrada en una las calles de La Paz.

Los ciudadanos realizaron vigilias a las puertas de los centros de cómputo de varios departamentos. El comandante de la policía boliviana, Vladimir Calderón, dijo que estaban en alerta por cualquier evento que pudiera alterar el orden público en el país después de que algunos sectores sociales hubieran pedido resistencia civil.

#### Acercamientos políticos en el posible balotaje
Chi Hyun Chung, estaba dispuesto a apoyar a Carlos Mesa "mediante un dialogo". Con respecto a Evo Morales, el candidato opositor niega todo diálogo con el gobernante socialista, recalcando lo siguiente: "51% de los bolivianos rechazó el socialismo", refiriéndose al Referéndum constitucional de Bolivia de 2016. Desde Movimiento Demócrata Social, y su candidato presidencial de la alianza "Bolivia dijo NO", Oscar Ortiz reiteró su "apoyo incondicional" a Mesa Gisbert en el balotaje.

#### Boletas alteradas
En la mañana del 21 de octubre, en los barrios residenciales de Sopocachi y Miraflores de la ciudad de La Paz, se encontraron boletas marcadas a favor del MAS, y material electoral en manos de personas que no eran funcionarios del Tribunal Electoral; videos de informes de ciudadanos que circularon en las redes sociales muestran a la policía arrojando gases lacrimógenos a los residentes de los vecindarios residenciales y protegiendo el material electoral y a los sospechosos. Como resultado, la Junta Distrital de Padres de Familia solicitó suspender las clases en las escuelas del centro de Sucre.
En la ciudad de Cochabamba se convocó a una masiva marcha que partió desde el centro de la ciudad con dirección al centro de cómputo, el mismo ubicado en la Zona Sur de la ciudad. La mayoría de las personas se adhirió a la misma luego de salir de sus fuentes de trabajo, por lo que se masificó en horas de la noche. En el lugar, luego de un diálogo fallido con la policía, se registraron enfrentamientos, dejando como resultado la destrucción del centro de cómputo, ubicado en Recinto Ferial de Alalay, con varios heridos y detenidos a consecuencia de la violencia desatada. Es a partir de ello que se declara in situ un paro cívico de carácter indefinido, siendo esta la primera región del país en adoptar una medida de esa naturaleza
El Presidente del Comité Cívico Pro Santa Cruz, Luis Fernando Camacho, pidió unidad y valentía para defender el voto y hacer cumplir los mandatos del Cabildo cruceño, a tiempo de denunciar un inminente fraude electoral del gobierno.

#### Violencia e incendios provocados
Las protestas en Sucre se volvieron violentas, y la violencia fue severa hasta el punto de que un incendio estalló en la casa de campaña del MAS y las oficinas de la Federación Única de Trabajadores de los Pueblos Originarios de Chuquisaca (Futpoch) fueron atacadas. Posteriormente, mujeres policías miembros de la Asociación Nacional de Suboficiales, Sargentos, Cabos y Policía (Anssclapol) marcharon pidiendo calma en la Plaza 25 de Mayo. A la cabeza estaba su líder, la sargento Cecilia Calani, que llevaba un pañuelo blanco, al igual que sus compañeras, exigiendo que el presidente respetara la votación.
Manifestantes bolivianos incendian los tribunales electorales de las ciudades de Sucre y Potosí, luego de que se encontrara material electoral en una casa particular, los manifestantes sospechan ante esta irregularidad, que las actas de votación habrían sido llenadas antes de la votación y estaban a la espera para reemplazar las actas originales a medida que las mismas vayan llegando los Tribunales Electorales Departamentales, esto originó una marcha de protesta de COMCIPO (Comité Cívico Potosinista) que terminó con el incendio del tribunal electoral de la ciudad.
Fogatas y vigilias de estudiantes universitarios, simpatizantes de Carlos Mesa y activistas se establecieron en otros centros de conteo como en el Hotel Presidente, el Hotel Real de La Paz (ex-hotel Radisson La Paz), y el Campo Ferial de Cochabamba. La policía en Sucre fue enviada a Potosí para reforzar la seguridad y evitar posibles disturbios antes de la vigilia de los ciudadanos a las puertas del Tribunal Electoral Departamental (TED), que denunció irregularidades en el conteo y cómputo de las boletas de votación.
En el Hotel Real de La Paz tuvo lugar un enfrentamiento violento entre opositores, simpatizantes de Morales y la policía; grupos de oposición fueron atacados con gases lacrimógenos por la policía durante varios minutos. Dicho enfrentamiento comenzó con el intento de la toma del Hotel Real. Docenas resultaron heridos, incluido el rector de la Universidad Mayor de San Andrés (UMSA), Waldo Albarracín, quien fue llevado al hospital del seguro universitario. Más tarde los manifestantes fueron dispersados. Posteriormente, el centro de cómputo del Hotel Presidente suspendió el recuento de votos debido a las protestas.
Cuatro tribunales electorales departamentales suspendieron el recuento de votos realizado por el TREP debido a las protestas ciudadanas registradas fuera de los centros de cómputo. El alcalde de Cobija, Luis Gatty Ribeiro, y el gobernador de Pando, Luis Adolfo Flores, sufrieron ataques de un grupo de manifestantes, y Flores fue hospitalizado. En Oruro, una casa de campaña del MAS y un vehículo del Ministerio Público fueron destruidos.

### 22 de octubre

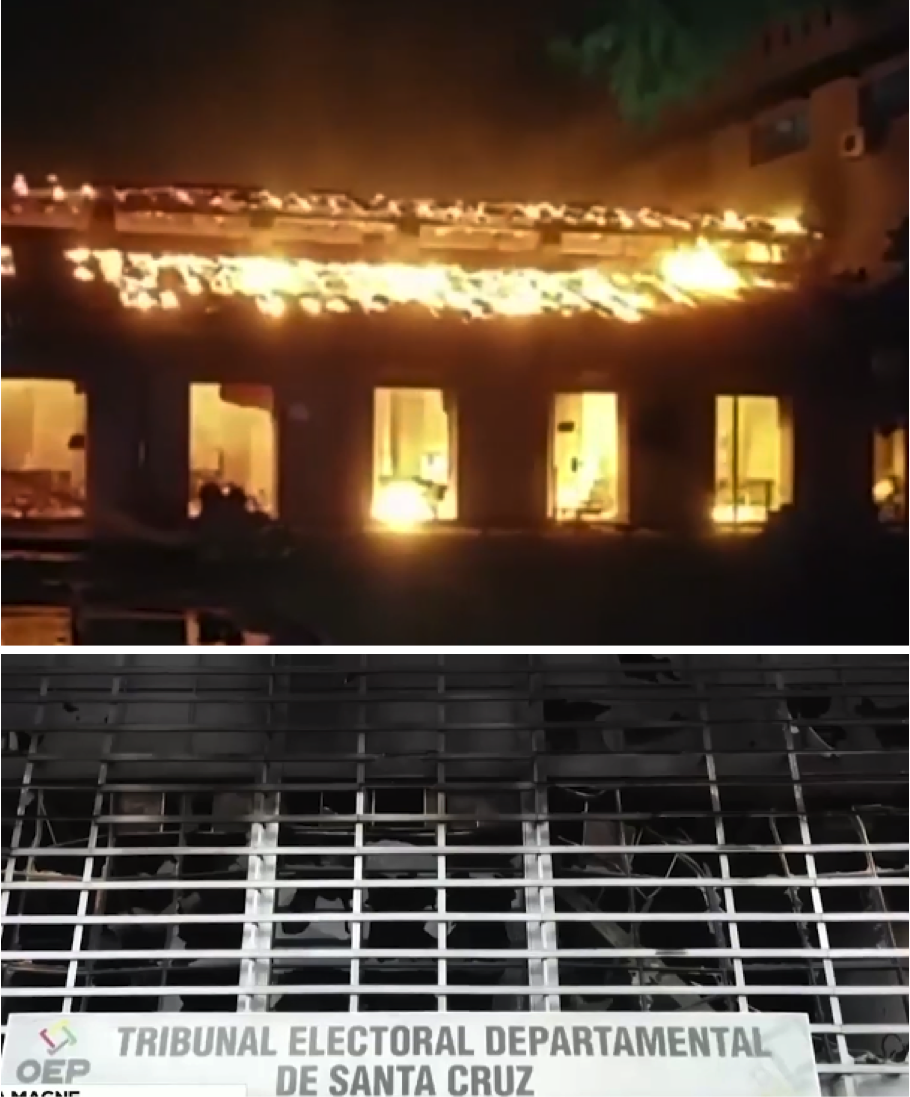
Un edificio del tribunal electoral en llamas (y secuelas).

El Comité Cívico Pro Santa Cruz, a la cabeza de Luis Fernando Camacho y líderes políticos y miembros del Comité Nacional en Defensa de la Democracia (Conade) convocaron a un paro indefinido a partir del día siguiente en defensa del voto y en protesta al accionar del Tribunal Supremo Electoral, ante sospechas de un fraude electoral.
Al amanecer del 22 de octubre, se encontró la cabeza de una estatua de Hugo Chávez en la puerta de la casa del alcalde de Riberalta, Omar Núñez Vela Rodríguez, después de que la estatua fue derribada y destrozada por manifestantes. Chávez, expresidente de Venezuela, era amigo y aliado de Morales. En Cochabamba, después de la violencia en el Campo Ferial de Alalay (FEICOBOL), que ocurrió entre estudiantes y la policía el 21 de octubre, 37 estudiantes de la Universidad Mayor de San Simón (UMSS) protestaron en Plaza Sucre (o Plaza del Estudiante) y el frontis de las Facultades de Derecho y Ciencias Económicas de la UMSS, manisfestandose contra el presunto fraude electoral al mediodía. La policía intervino con gases lacrimógenos.
Empezaron las manifestaciones anunciadas por los frentes tanto a favor y en contra de Evo Morales, mientras el tribunal electoral avanza el recuento de votos a puertas cerradas.
Desde la Coordinadora Nacional de la Democracia (CONALCAM), el bloque de organizaciones sociales, sindicalistas e indigenistas radicales a favor de Evo Morales se pronunciaron e instruyeron a las «movilizaciones para defender el Proceso de Cambio en las elecciones del pasado (domingo) 20 de octubre». Entre los que se pronunciaron en el "Hall" de la Casa Grande del Pueblo, estaban presentes Freddy Mamani Laura, y Juan Carlos Huarachi, secretario ejecutivo de la Central Obrera Boliviana. Además, en uno de los puntos del comunicado acusan a Carlos Mesa Gisbert de la violencias de las últimas 72 horas, calificadas de «antidemocraticas» y «racistas».
Epifanio Ramón Morales, representante de Ponchos Rojos de la provincia altiplanica de Inquisivi y líder de dicha organización política indígena, anunció que celebrarían «marchas indigenas» en apoyo de Morales y «en defensa del voto mayoritario de indígenas» desde el día 23 de octubre, iniciando en dos puntos de manifestaciones, tanto en Río Abajo y Villa Fatima, al sur y norte de la ciudad de La Paz, y una marcha que partiria en "La Ceja" de El Alto. No descartaron el bloqueo de carreteras, y la formación de cercos, en La Paz.  Además, Ramon Morales advirtió que «responderían a las agresiones con chicotes y armas».
Fedelia López, principal representante de la Federación de Mujeres Campesinas e Indígenas Bartolina Sisa (organización sindical que apoya a la personería de Evo Morales y el Movimiento al Socialismo), sostuvo que no permitirán que Carlos Mesa Gisbert ingrese a la presidencia, haciendo una alusión a la «masacre» de Octubre Negro, ocurrida el año 2003.
El entonces ministro de Gobierno, Carlos Romero advirtió que grupos de manifestantes se concentrarían en la Plaza Abaroa de la ciudad de La Paz. Horas después se registraron varios enfrentamientos en dicho lugar. La policía tuvo que utilizar gases lacrimógenos, además de Camiones Neptunos.

### 23 de octubre

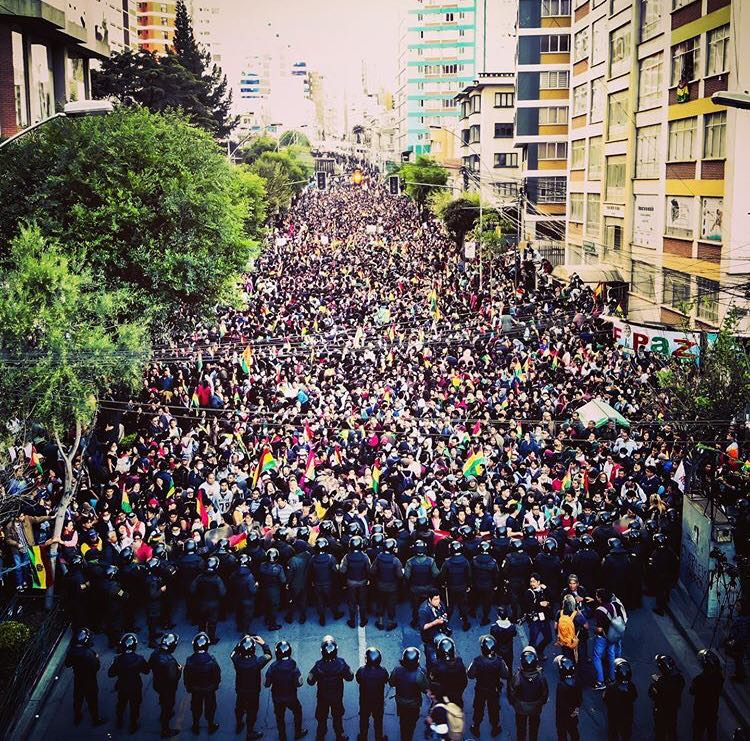
Manifestación pacífica en La Paz.

Alrededor del mediodía, líderes de la Federación Universitaria Local (FUL) y estudiantes universitarios se apoderaron de las instalaciones del Comité Cívico de Tarija, ignorando a la junta debido a su supuesta afinidad política con el partido gobernante MAS y acatando la huelga indefinida convocada por el Conade.
Carlos Mesa, publicó en su cuenta personal de Twitter de un documento, en el mismo se consolido la creación de la Coordinadora en Defensa de la Democracia, conformado por líderes cívicos, políticos opositores, expresidentes de Bolivia y exdefensores del pueblo, entre otras personalidades.  En dicho documento se acusa al Organo Electoral de realizar un "gigantesco fraude", pisoteando la participación de la ciudadanía en los comicios. El objetivo es el respeto a la voluntad del electorado en la disputa a una segunda vuelta en las elecciones presidenciales.
En los departamentos de Chuquisaca, Santa Cruz, Tarija, Beni y Cochabamba se inició el primer día del paro cívico ciudadano, de carácter indefinido. Kathia Antequera presentó una denuncia formal ante la Fuerza Especial de Lucha Contra el Crimen (FELCC) de Santa Cruz por la desaparición del vocero de la Plataforma 21F, Eduardo Gutiérrez. El candidato a la presidencia del Movimiento Tercer Sistema (MTS) y exministro de Educación, Félix Patzi, denunció que los votos de su partido pasaron al MAS en las provincias Larecaja, Caranavi y Palos Blancos.

### 24 de octubre
El Tribunal Electoral Departamental comunicó que el conteo de votos se realizaba en el Municipio de Zudañez, porque sus instalaciones en la ciudad de Sucre fueron quemadas y fue realizado en el salón de reuniones de la Empresa Pública Productiva Envases de Vidrio de Bolivia. Así mismo, el Tribunal Electoral de Potosí terminó el recuento en el municipio de Llallagua, sin notificarlo a los delegados de los partidos políticos de oposición. Según recuento de votos, en los municipios de Zudañez y Llallagua fueron los que el partido de gobierno logró obtener más de dos tercios de votos.
Un grupo de simpatizantes del MAS desalojaron de la plaza 14 de septiembre en Cochabamba a un grupo de opositores minutos antes de que Morales diera un discurso en la plaza. Los opositores, que cumplían una huelga, denunciaron haber sufrido insultos y amenazas.
En las últimas horas de la jornada, se registraron enfrentamientos en la ciudad de Santa Cruz, entre quienes respaldan la candidatura de Evo Morales, y quienes pedían que se realice una segunda vuelta. Según los primeros reportes, hubo varios heridos producto de pedradas y golpes de palo, sucesos registrados en el municipio de El Torno. También en Cochabamba, se produjeron enfrentamientos entre estudiantes y simpatizantes del presidente Evo Morales, y la policía los dispersó con gases lacrimógenos. Los militantes del MAS anunciaron que permanecerán en Cochabamba en una vigilia "hasta las últimas consecuencias". Luis Fernando Camacho, presidente del Comité Cívico Pro-Santa Cruz, volvió a dirigirse a los cruceños reafirmando la convocatoria del paro, y señalando que Bolivia no irá a una segunda vuelta con las mismas autoridades electorales que administraron este proceso electoral, También lamentó la violencia que se registró este jueves en la zona de ciudad Satélite, donde un grupo de presuntos seguidores del partido de Gobierno, provocó a un grupo de bloqueadores. Camacho volvió a llamar a la paz y pidió a la Policía a resguardar la seguridad de todos los bolivianos y no solo a los militantes del Movimiento al Socialismo (MAS).
Algunos residentes bolivianos en Madrid, Milán y Berlín se manifestaron, reivindicando una segunda vuelta con los candidatos más votados.
A las 7:00 p.m. hora local, el Órgano Electoral Plurinacional publicó el conteo de votos de Bolivia y el exterior al 99,99 por ciento de actas escrutadas, con la victoria de Morales por 10,56 puntos de diferencia sobre esa, aunque aún no es el resultado final. El 0.01% restante son de actas anuladas en el departamento de Beni, donde se repetirá la votación.
En La Paz, nuevamente se registraron enfrentamientos entre manifestantes y la policía en varias horas de la noche.

### 25 de octubre
El Comité Cívico Popular de Cochabamba decidió un paro indefinido con movilizaciones y realizar un cabildo para horas de la tarde, informando que los mercados se abrirán el sábado para el abastecimiento de la población.
Los bloqueos llegaron hasta la zona sur y fue en ese lugar donde hubo algunos enfrentamientos entre activistas y simpatizantes del Movimiento Al Socialismo (MAS) que pedían pasar por el lugar, además de exigir que se retire el bloqueo. El cabildo que se reunió en la plaza 24 de septiembre en horas de la noche definió que las medidas de presión continuarían en los siguientes días. Entre muchas de la exigencias se destaca la defensa del litio y las áreas protegidas, la defensa del voto y la expulsión de Evo Morales del poder.
En Potosí, se instalaron fogatas y vigilia en el Comité Cívico Potosinista, con el objetivo de evitar una probable "invasión" de habitantes de alguno de los municipios vecinos, afines al MAS, quienes tendrían la intención de tomar el edificio del COMCIPO.
En la jornada diurna, el periodista Fernando del Rincon, entrevisto al ingeniero Édgar Villegas, difundido en CNN en español. En la entrevista, Villegas recalcó con evidencias de las pruebas del "fraude electoral",  y que recibió amenazas contra el ingeniero y su familia. El experto internacional Anthony Daquin comparó las denuncias de fraude en las elecciones presidenciales de Bolivia celebradas en 2019 con las elecciones realizadas en Venezuela.

### 26 de octubre
Después de reunirse con agrupaciones sociales del Consejo Nacional por el Cambio (Conalcam), Evo Morales, ya a sus 60 años de edad, en medio de un acto proselitista realizado en la población de Sicaya, provincia Capinota, Departamento de Cochabamba (bastión de Evo Morales), y difundido por la televisora pública amenazó a los que acatan el paro en «acompañar con cerco en las ciudades para hacerlo respetar (la reelección), y a ver si aguantan».
Mientras continuaban las protestas en toda Bolivia, Evo Morales celebraba su cumpleaños mediante varios actos públicos proselitistas, rodeado por sus seguidores que lo acompañaron en su vida política, los productores de hoja de coca, conocidos como "cocaleros", en el Departamento de Cochabamba, región predominante del socialista. En dicha celebración, celebraba su "victoria" en la contienda electoral, retando a diplomáticos de Argentina, Brasil, Colombia y Estados Unidos a realizar una "auditoria". Otro acto público involucra al sector del Sindicato de Transporte Público de Arbieto, un municipio del Departamento de Cochabamba, con vitores y comida que ofrecian al polémico mandatario.
Las celebraciones continuaban con un "mitin", realizado en la Plaza 14 de Septiembre, con los cocaleros celebrando en las calles de la ciudad de Cochabamba, ignorando y minimizando a la oposición y la comunidad internacional, y agradeciendo a indigenas, mineros y cocaleros por su apoyo. Orgulloso de su victoria, Evo agradece el inmenso apoyo de Nicolás Maduro, que mando felicitaciones a Morales mediante una publicación en la red social Twitter.
Se reactivaron las protestas en diferentes lugares del país. En Cochabamba, Santa Cruz y La Paz se volvieron a cerrar las vías aunque durante la mañana, la población acudió a los centros de abasto para comprar alimentos. En Oruro, los estudiantes suspendieron la entrada universitaria folclórica.
La Coordinadora Departamental por el Cambio de Cochabamba determinó iniciar un bloqueo de carreteras con restricción y prohibición de ingresar productos de la canasta familiar a las ciudades si continuaban las movilizaciones. Leonardo Loza dirigente de las Seis Federaciones del Trópico informó que los cocaleros estaban armados con palos distribuidos la noche anterior.
Un grupo de choferes del transporte libre, movilizados con palos y piedras desde el centro de Cochabamba, hacia el sur de la ciudad, para desbloquear la ciudad. Según información oficial la policía se movilizó para evitar confrontaciones y destrozos. Según medios de comunicación basándose en videos de vecinos de la zona la policía solo escoltaba al grupo armado. También señalaron que los transportistas rompieron vidrios de automóviles en su camino.
El Presidente Evo Morales declaró en Cochabamba que excluía toda «negociación política» con la oposición para zanjar la crisis electoral.

#### Manifestaciones de residentes bolivianos en el exterior de Bolivia
En la jornada del 26 de octubre, varios residentes bolivianos que viven y trabajan en ciudades del extranjero organizaron el Cabildo Internacional de Bolivianos en el exterior, en defensa a la democracia, y en rechazo a los resultados de las elecciones presidenciales, repudiando «acciones de fraude (electoral), y manipulación evidenciados en las elecciones, y reconocidas por los observadores». Así mismo, se pronunciaron en la defensa de los resultados del referéndum constitucional del año 2016, bajo el lema «Bolivia dijo NO». Dicho cabildo fue organizado por varias plataformas ciudadanas de residentes bolivianos alrededor del mundo, organizados en su primer día en más de 30 ciudades de 15 países, entre ellos se registraron manifestaciones en Barcelona, Berlín, Buenos Aires, Burdeos, Ciudad de México, Colonia, Hamburgo, Houston, Lima, Londres, Los Ángeles (California), Lyon, Madrid (capital de España), Madrid, Miami, Montreal, Múnich, Nueva York, Santo Domingo, Toronto, Roma, y Washington (capital federal de los Estados Unidos).  En los siguientes días, se realizaron más manifestaciones en ciudades como Ginebra, Sao Paulo, Bruselas, entre otros.

### 27 de octubre
Miembros de la Federación de cocaleros Mamoré - Bulo Bulo, bloquearon la carretera principal que une Cochabamba con Santa Cruz, a la altura del puente Ichilo, en la localidad de Bulo Bulo, para manifestar su respaldo al presidente, Evo Morales. Los cocaleros anunciaron que no dejarían transitar a ningún motorizado por el sector. Andrónico Rodríguez, vicepresidente de la Coordinadora de las Seis Federaciones del Trópico de Cochabamba, informó a Radio Kawsachun Coca que el bloqueo era para «defender el voto rural».

### 28 de octubre
Se intensificó la contestación con numerosos bloqueos y enfrentamientos con las fuerzas del orden y entre manifestantes a favor y en contra del Presidente Morales en La Paz, Cochabamba y Santa Cruz.

#### La Paz
Ante los bloqueos de los puntos estratégicos que impedían la normal circulación de vehículos y de transporte público en la mañana, la demanda del servicio de transporte Mi Teleférico, fue tan masiva que se colapsó. La Dirección Departamental de Educación de La Paz informó que las labores educativas serían normales. Sin embargo, el Magisterio Nacional asumió un paro de 24 horas, con suspensión de actividades escolares.
Integrantes del Sindicato Mixto de Mineros de Huanuni y otros centros, llegaron a la ciudad de La Paz para respaldar al presidente Evo Morales, en una movilización que se abrió paso con el uso de cachorros de dinamita, infringiendo la Ley 400 (Artículo 8) y el Decreto Supremo 2888. El estruendo de las dinamitas seguía el recorrido por el Paseo del Prado. “Pedimos disculpas a la población por el ruido de las dinamitas, es parte de nuestras costumbres”, dijo el secretario general del Sindicato de Trabajadores Mineros de Huanuni, David Choque. A su lado se encontraba el máximo dirigente de la Central Obrera Boliviana (COB), Juan Carlos Guarachi. Mientras los mineros llegaban a la plaza Obelisco, los funcionarios públicos se apostaron en el sector para recibirlos con aplausos. Insultaron y agredieron a vecinos y estudiantes de la facultad de Ingeniería de la Universidad Mayor de San Andrés que bloqueaban el sector. Huarachi justificaba el uso de explosivos en las marchas de piqueteros mineros que apoyan a Evo Morales, que recorrian en la ciudad de La Paz, pese a la prohibición de parte de lo penal, justificando que "la democracia se ha defendido con dinamita, y de ese modo se defenderá al Gobierno".

Ustedes conocen que la democracia se ha defendido con dinamita, históricamente, no de ahora, desde la creación de esta matriz de los trabajadores, del 52 (Revolución Nacional de 1952) (...) Ese derecho lo hemos obtenido hace 37 años, que hemos recuperado la democracia con  dinamita, con marchas en las calles, y en las carreteras. Y hoy estamos haciendo lo propio, vamos a defender....."
Juan Carlos Huarachi, secretario ejecutivo de la Central Obrera Boliviana (COB)

Se realizó un cabildo en horas de la tarde, en la avenida Costanera de La Paz se escucharon voces que demandaban la salida de Morales como solución al conflicto social, que derivó en ataques violentos de seguidores del Presidente contra vecinos que bloquean pacíficamente las calles, denunciando fraude electoral.
Con palos y piedras, personas afines al Movimiento Al Socialismo (MAS) y chóferes atacaron en la mañana a viviendas y un automóvil particular en la zona Sur de La Paz, los vecinos filmaron esos hechos y publicarlos en redes sociales.
El sector de los interculturales anunció que implementarán el cerco contra la ciudad de La Paz, para hacer respetar los resultados del Tribunal Electoral y que Evo Morales sea ratificado como Presidente, y amenazaron con cortar el suministro agua para la sede de gobierno si no suspenden el paro.
En el Centro de la ciudad de La Paz, también se registraron varios enfrentamientos entre varios grupos de ciudadanos.

#### Cochabamba
Los enfrentamientos entre vecinos de los movimientos cívicos y transportistas afines al MAS dejaron un saldo de cinco personas heridas, entre ellas un policía de la UTOP. En la Zona Sur (Avenidas Panamericana y 6 de agosto), varios transeúntes resultaron afectados por los gases lacrimógenos de la Policía Boliviana,
Miembros de la sociedad civil iniciaron una toma pacífica las oficinas de Servicios de Impuestos Nacionales (SIN) y Boliviana de Aviación (BOA) resguardados por la policía.
Alrededor de las 20:30 se produjeron enfrentamientos entre mineros armados con dinamitas y personas que instalaron un bloqueo en el río Huayculi, en Quillacollo, y horas más tarde llegaron a la ciudad de Cochabamba.
En la jornada, se registraron por lo menos cinco heridos.

#### Santa Cruz de la Sierra
Comenzó el cerco a la ciudad de Santa Cruz, los cocaleros afines al partido gobernante Movimiento Al Socialismo (MAS) comenzaron el cerco hacia la ciudad de Santa Cruz, en el puente de Yapacaní, carretera Cochabamba – Santa Cruz. El comandante de la Policía de Santa Cruz, Igor Echegaray, pidió a la población ayudar a identificar al sujeto que fue fotografiado y filmado por medios de prensa en el momento que realizaba los disparos y que vestía ropa camuflada con el rostro cubierto. El último reporte brindado por la Gobernación departamental afirmó que se atendió a cerca de 30 personas, como número estimado de heridos registrados durante las confrontaciones. Entre los treinta heridos a consecuencia de los enfrentamientos, se registraron a cinco personas heridas por arma de fuego.
Se difundieron en redes sociales imágenes que muestran que decenas de personas se enfrentaban con el uso de piedras, palos, petardos y bombas molotov en el municipio de Mairana, debido a que un grupo de campesinos aparentemente afines al Movimiento Al Socialismo (MAS) de Comarapa se trasladaron hasta la provincia Florida para intentar levantar el bloqueo cívico en la zona sin éxito. Se muestra también a algunas motocicletas mientras son quemadas y se habla de una persona muerta. El comandante departamental de la Policía en Santa Cruz, Igor Echegaray, descartó fallecidos.

#### San Cristóbal
Los mineros de la mina San Cristóbal durante la asamblea general, exigieron que se anulen los resultados de las elecciones generales, ellos no tienen una postura partidista que defiendan.

### 29 de octubre
Se registraron varios puntos de bloqueo de parte de grupos afines al mandatario a carreteras de Bolivia, especialmente las rutas internacionales en las localidades de Abapó y Angostura, departamento de Santa Cruz; Bulo Bulo, departamento de Cochabamba; la ruta Potosí - Sucre; y todas las carreteras del departamento de Oruro que conecta con el interior de Bolivia y con la República de Chile. Los movilizados de las organizaciones sociales que respaldan a Morales hicieron una protesta en Casa Grande del Pueblo y Plaza Murillo, agrediendo a los que no participaban de las manifestaciones a favor del presidente y la victoria del MAS-IPSP.
La zona Sur de La Paz amaneció el martes bloqueada. Se instalaron barricadas en protesta por el fraude electoral. En la avenida Arce, en la zona de Sopocachi, efectivos policiales, con uso de gases lacrimógenos, levantaron bloqueos de vecinos y facilitaron el tráfico vehicular; ocurrió lo mismo en el Faro Murillo, en el límite de las ciudades de La Paz y El Alto, donde los efectivos policiales retiraron a las personas que protestaban. Vecinos del macrodistrito paceño de San Antonio que bloquean vías en ese lugar, en contra de un supuesto fraude electoral, acudieron a las instalaciones de Bol 110 para pedir apoyo policial ante la arremetida de choferes, siendo ignorados por la fuerza policial. En el barrio Achumani (zona sur de la ciudad de La Paz), se plantaron barricadas por el sector en defensa del voto (aunque algunos ya definian su postura a favor de Carlos Mesa); pero un grupo de comunarios y choferes provenientes de comunidades aledañas a dicho barrio fueron a desbloquear, sin embargo se registraron varios enfrentamientos entre comunarios, choferes y manifestantes que se encontraban bloqueando ahí; la policía gasificó a ambos bandos durante varios minutos. Ante la amenaza de los movilizados del sector de los sindicatos de transporte público de La Paz y El Alto de levantar los puntos de bloqueo. La Policía Boliviana realizó represión a los manifestantes con el uso de los gases lacrimógenos.
Cientos de vecinos, jóvenes, transportistas, gremiales y hasta profesionales protagonizaron una marcha "pacífica" para desbloquear la avenida Villazón hacia el municipio de Sacaba y varias vías de la zona sud de la ciudad de Cochabamba, sin embargo, terminaron con enfrentamientos, con la misión de despejar las vías de toda la Región Metropolitana de Kanata, Cochabamba.

#### Cabildo en La Paz de 29 de octubre
A su vez el candidato presidencial Carlos Mesa desconociendo su posición en los resultados electorales proclamó en un cabildo en la ciudad de La Paz «O a la cárcel o a la Presidencia»
.
El vicepresidente Álvaro García Linera invitó a Carlos Mesa a sumarse a la auditoría de la OEA, México, Perú, Paraguay y otros países, A su vez el candidato presidencial Carlos Mesa aceptó la auditoría con la condición de que sea vinculante, en tanto que otras instituciones con otros intereses políticos pidieron la anulación de las pasadas elecciones. Aún después de las declaraciones de representantes de ambos partidos líderes, el clima del país es incierto, continúan las manifestaciones, bloqueos y marchas pacíficas.

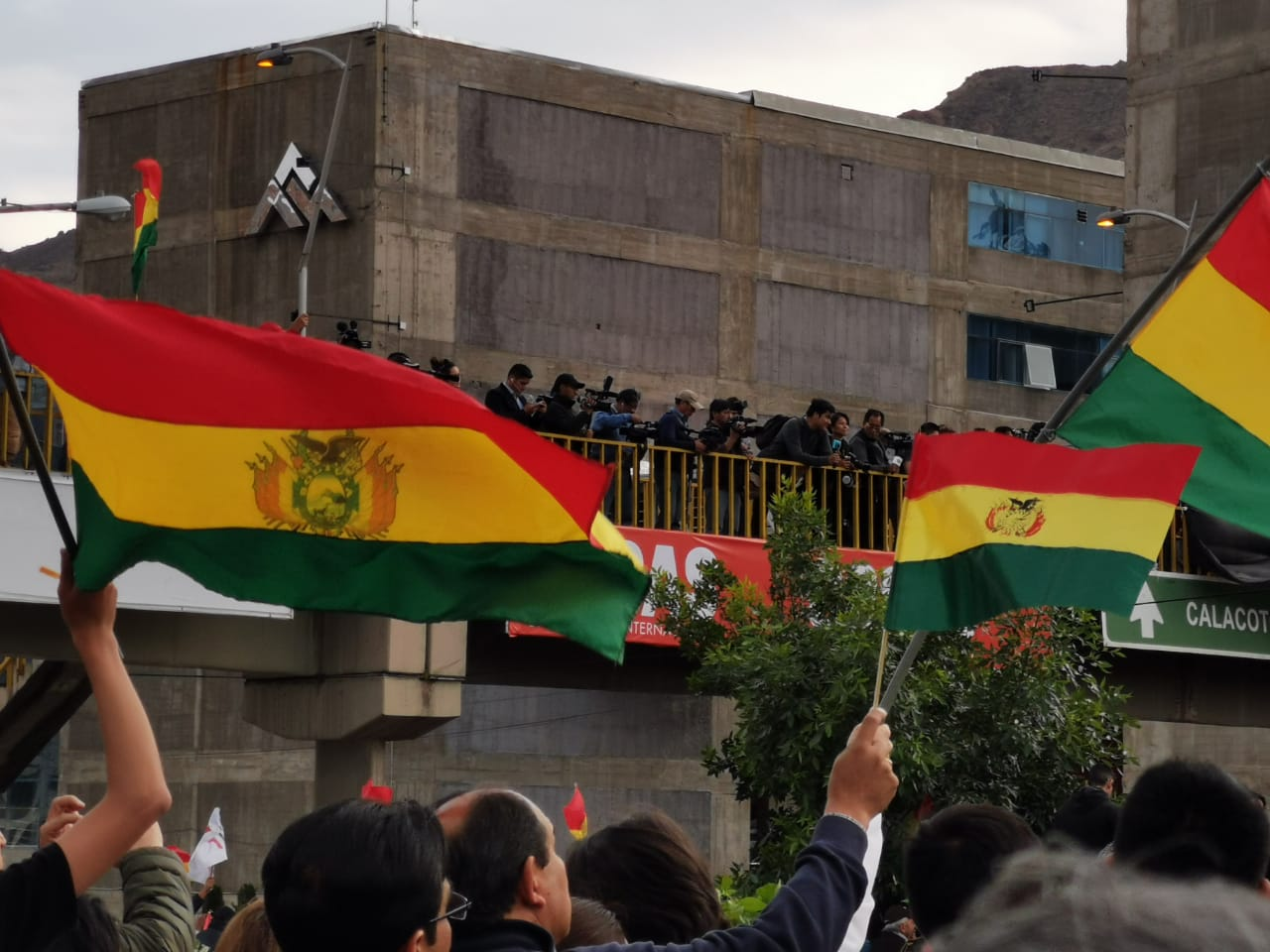
Bloqueo humano en Calacoto.
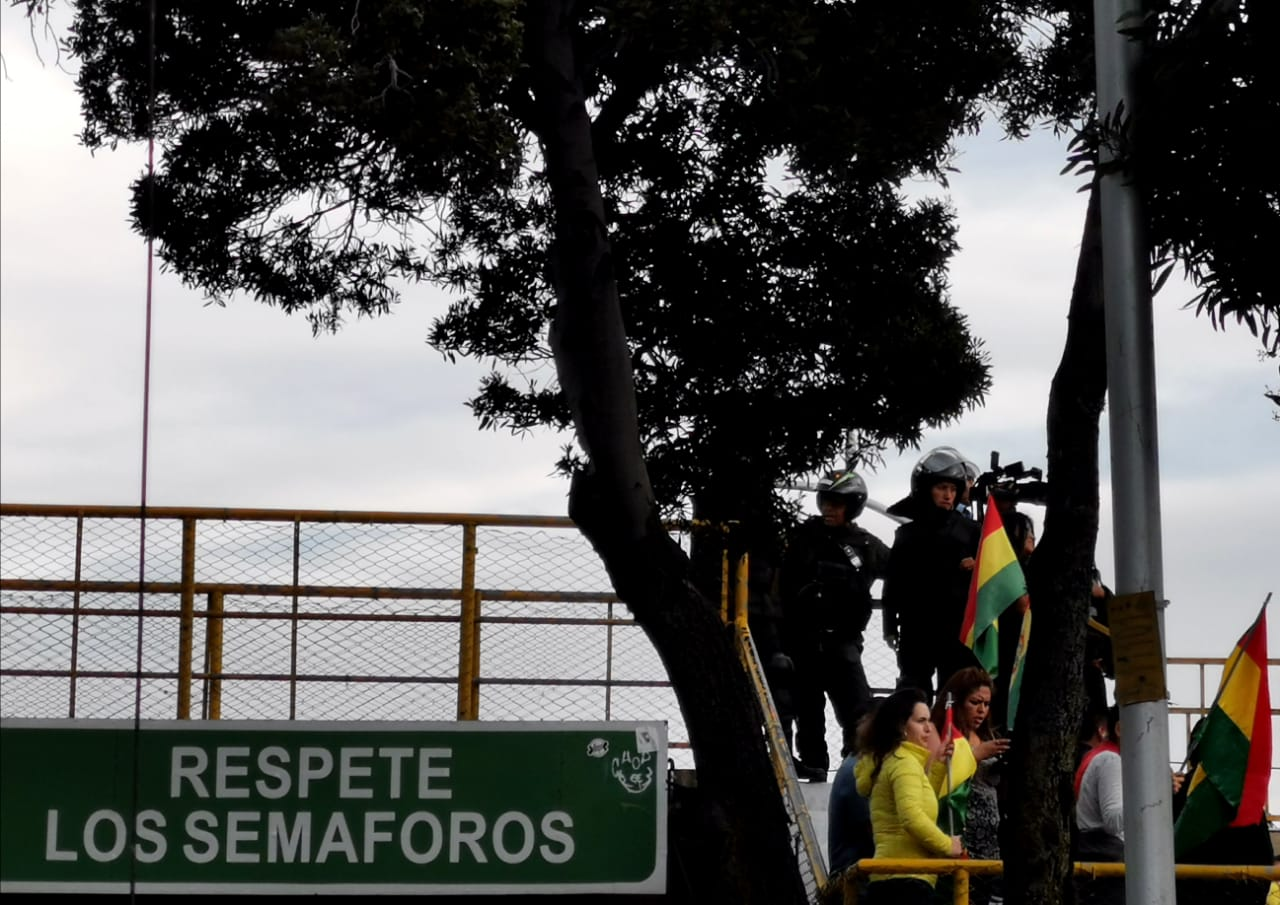
Policía Nacional de Bolivia evitando el pase a manifestantes.
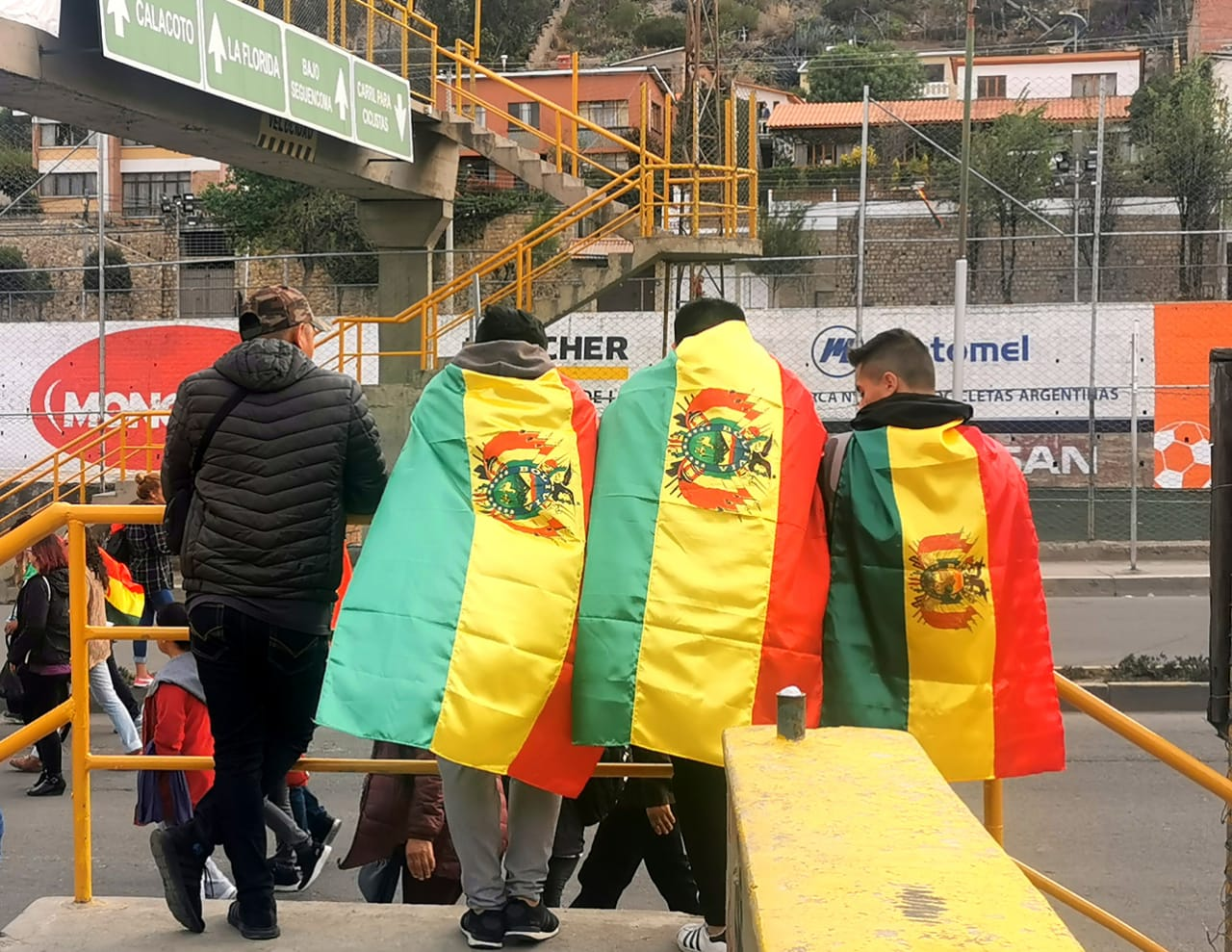
Personas con la bandera nacional en apoyo a las protestas.
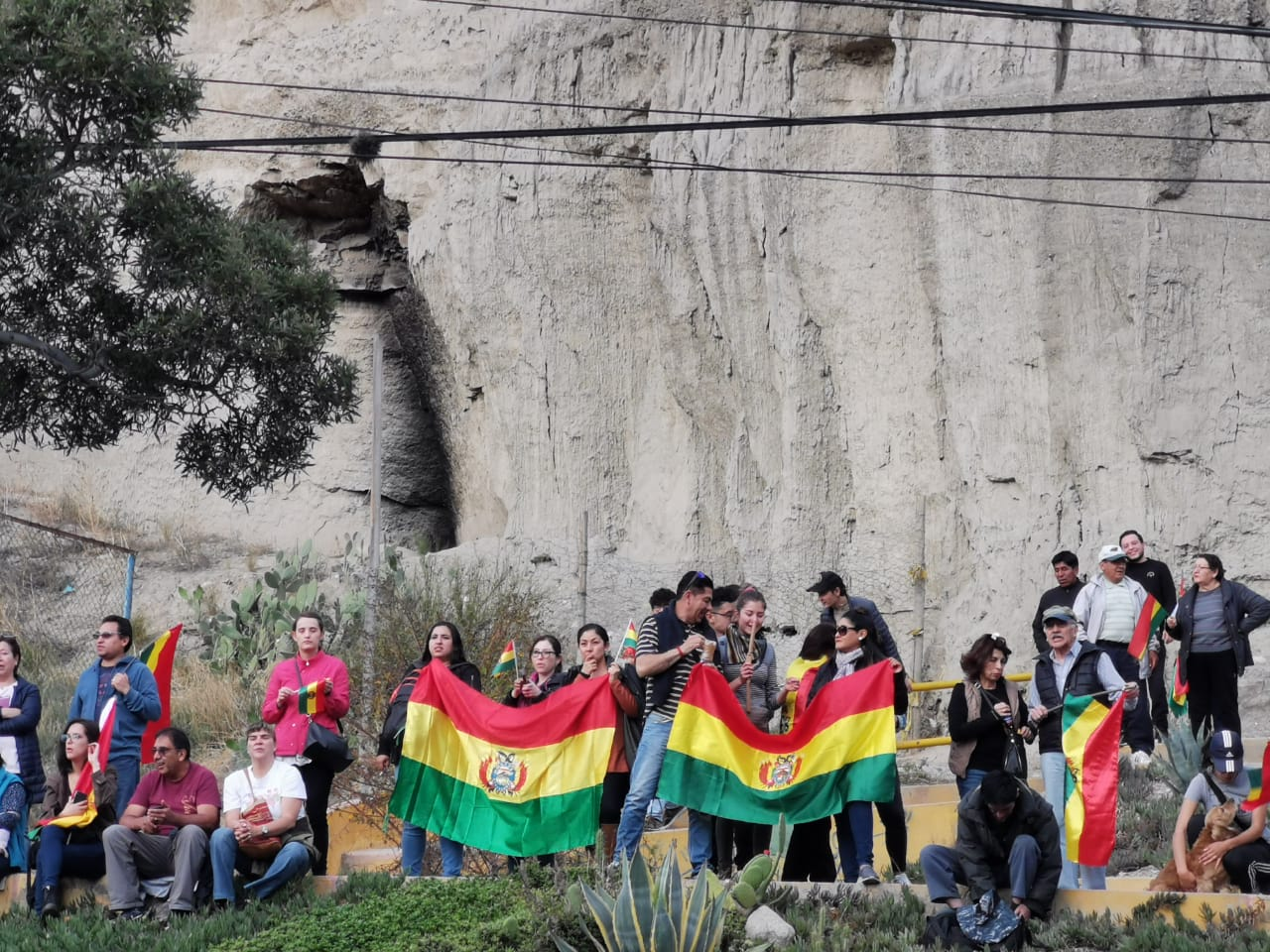
Ciudadanos a favor de las protestas.

### 30 de octubre

#### "Los resultados son sagrados"
El candidato Carlos Mesa se retracta de aceptar la auditoría de la OEA. El vocal del Tribunal Supremo Electoral, Ildefonso Mamani calificó de "distorsionada" la información de la oposición de un fraude electoral, recalcando de que "los resultados son sagrados, y deben ser respetados", y que "el fantasma del fraude no existe", avalando la victoria del presidente Morales Ayma.

#### Enfrentamientos
En La Paz, vecinos de la zona urbana residencial Alto Seguencoma denunciaron este miércoles que el paso de una de las marchas de personas afines al partido de Gobierno causaron destrozos en autos que se encontraban parqueados cerca del ingreso a este barrio de la zona Sur de la ciudad. Según los denunciantes, se escucharon amenazas por el altoparlante, “Si siguen bloqueando los vecinos, vamos a destrozar sus casas de fin de semana en Río Abajo. Nosotros perdemos plata por no poder sacar nuestros productos, a ellos que les cueste arreglar sus casas”.
En Potosí, las bases de la Federación de Cooperativas Mineras del Departamento de Potosí (Fedecomin), exigieron en una asamblea la convocatoria a nuevas Elecciones Generales y desconociendo a las celebradas el 20 de octubre.
Mediante un manifiesto enviado a los trabajadores, exdirigentes de la Central Obrera Boliviana (COB) convocaron al desacato sindical a la cabeza que dirige en la actualidad la COB, considerándolos como partidarios al partido de Gobierno.
En Santa Cruz de la Sierra, el colectivo Ríos de Pie realizó desde las horas de la madrugada una toma pacífica, que denominaron "sentada" en puertas del canal estatal Bolivia TV, acompañado con carteles, con la leyenda "clausura ciudadana", exigiendo mayor responsabilidad informativa a este medio. Además, crearon una cuenta en Facebook denominada “Bolivia TV Ciudadana”, con un logo similar al estatal donde compartirán información.

#### Masacre de Montero
En Montero, más específicamente en el puente de la amistad, a orillas del río Piraí, un grupo de manifestantes afines al MAS tomaron el puente, y se registraron enfrentamientos con quienes se oponen al Gobierno. En videos a los que tuvo acceso El Deber, se evidencia la presencia de simpatizantes de Evo Morales, siendo trasladados en un camión de carga y ocho buses interprovinciales.
La violencia entre partidarios del MAS-IPSP y población local de Montero (a 55 kilómetros al norte de Santa Cruz de la Sierra) deja de igual manera daños a propiedades. El resultado de la violencia desmedida de parte de seguidores de Evo Morales contra la población de Montero fue de dos fallecidos victimados con arma de fuego, además de un saldo de seis heridos. La hermana de uno de los fallecidos denunció "Lo han matado como un perro"
En la jornada hubo daños a negocios, como los vidrios del supermercado Hipermaxi que fueron destrozados a pedradas por gente del MAS. De acuerdo al boletín que hizo público la Policía, producto de la refriega el señor Adrián Mercado Égüez, de 43 años, resultó herido con un arma de fuego siendo trasladado hasta el hospital San José Obrero.

#### Cabildo en Cochabamba de 30 de octubre
En Cochabamba, cientos de personas se reunieron en distintos sectores de la ciudad, una de las concentraciones se realizó en la plaza de Las Banderas, pidiendo la renuncia del Comandante de la Policía de Cochabamba, Raúl Grandy, y realización de nuevas elecciones generales. Otra reunión se realizó en la avenida 6 de agosto e Independencia, zona sur de la ciudad, donde desconocen resultados de las elecciones, y exigiendo la realización de nuevos comicios. Asimismo, pidieron a los vecinos de la zona sur sacar sus autos para bloquear las calles.

#### Declaraciones de Juan Ramon Quintana
En una entrevista en el diario ruso, Sputnik, el ministro de la presidencia y hombre de confianza del régimen, Juan Ramón Quintana resalta la importancia de la ciudad de La Paz: "Si la quiebras (a La Paz), el resto del país cae como (piezas de) domino"; anticipando que una batalla campal entre civiles, responsabilizando a las redes sociales, analistas políticos, organizaciones no gubernamentales, iglesias cristianas, Iglesia católica, medios de comunicación (prensa escrita, radio, televisión, prensa digital), de estar «alineada con la derecha», excusando de fraude para propiciar un «Golpe de Estado», sosteniendo que serán los vencedores de la batalla. Al final, Quintana hace un llamado a las organizaciones políticas y sectores afines a Evo Morales a luchar en las calles, y recuperar la credibilidad.

Bolivia se va a convertir en un campo de batalla, un Vietnam moderno, porque aquí las organizaciones sociales han encontrado un horizonte para reafirmar su autonomía, soberanía, identidad
Juan Ramón Quintana, ministro de la presidencia (hasta 10 de noviembre de 2019)

### 31 de octubre

#### Cabildo en La Paz del 31 de octubre
En La Paz se ha desarrollado un cabildo cerca de las puertas de la CBN (Cervecería Boliviana Nacional) a las 18:00 (hora local). En el cabildo participaron Marco Antonio Pumari, presidente del Comité Cívico Potosinista (COMCIPO), y personalidades de los comités cívicos de Chuquisaca, Oruro y Tarija. En el cabildo se mencionaron sobre los enfrentamientos en Montero, y que se dijo que las muertes registradas no quedarán impune. Asimismo, se aprobó el pedido de renuncia de Evo Morales. Marco Antonio Pumari dijo que  «Potosinos, Chuquisaqueños, Tarijeños, Cruceños y de los demás departamentos llegarían a La Paz», además dijo que «El Palacio de Gobierno es de los bolivianos y no de Evo Morales». Otro de las conclusiones que aprobaron en el cabildo es la «convocatoria a nuevas elecciones, bajo un nuevo Tribunal Electoral», rechazando rotundamente a los comicios realizados el 20 de octubre de 2019, incluido la posibilidad a una «segunda vuelta».  Los asistentes cantaron el siguiente eslogan «¿Quién se rinde?, ¡Nadie se rinde!. ¿Quién se cansa?, ¡Nadie se cansa!»
Horas más tarde del cabildo, se registraron enfrentamientos entre manifestantes con la policía y se produjo una gasificación masiva cerca de la plaza San Francisco de la ciudad de La Paz y en calles aledañas a la plaza Murillo, e incluso dispersando y agrediendo a jóvenes y niños que estaban disfrutando sus actividades de la «noche de Halloween», en la avenida Mariscal Santa Cruz o paseo del Prado.

#### Cabildo en Cochabamba
En Cochabamba se ha desarrollado un cabildo en la noche del 31 de octubre, realizado en la plaza 14 de septiembre. En medio de vitoreos contra Evo Morales, se llegaron a las conclusiones, entre ellas la renuncia del comandante departamental de la Policía Nacional. Otras resoluciones eran la exigencia de la renuncia de Evo Morales a la presidencia constitucional y de las autoridades del departamento de Cochabamba. Una caravana de motociclistas denominados "La Resistencia", ingresaron a la plaza en medio de aplausos de los asistentes. La Orquesta Filarmónica de Cochabamba interpretó la canción "El pueblo unido jamás será vencido" de Sergio Ortega, mientras sostenian la pancarta que sostenia el mensaje "Los musicos están con su pueblo".

### 1 de noviembre
Por la mañana, los mineros de Huanuni marcharon por el Centro paceño y nuevamente causaron caos por toda la ciudad con el ruido de dinamitas. El resultado de los enfrentamientos entre mineros y manifestantes, fue una gran cantidad de heridos.
Como cada noche, La Paz tuvo lugar de enfrentamientos de manifestantes.

#### Dimisión del jefe de misión de OEA
Arturo Espinoza, jefe de misión de la Organización de Estados Americanos, renunció en la noche del 1 de noviembre de 2019, su dimisión fue para "no comprometer la imparcialidad en la OEA". Posteriormente, el Tribunal Electoral boliviano finalizó la «verificación» de las actas computadas, aprobando el "acta final", ratificando la victoria de Evo Morales en primera vuelta, en medio de señalamientos de observadores internacionales, y protestas que indicaban que la victoria de Morales se debía a «fraude electoral».

### 2 de noviembre

#### Cabildo en Santa Cruz del 2 de noviembre
La noche del 2 de noviembre, tuvo lugar de un nuevo cabildo en Santa Cruz de la Sierra, dicha manifestación se realizó a los pies del Cristo Redentor. En ese cabildo, el presidente del Comité Cívico Pro Santa Cruz Luis Fernando Camacho, le dio plazo de 48 horas a Evo Morales para que presente su «renuncia» a la Presidencia Constitucional, siendo aprobada dicha resolución por la población que asistió al cabildo. En otras resoluciones, Camacho exhortó a las Fuerzas Armadas de «estar al lado del pueblo».
Rolando Villena, portavoz del Comité Nacional de Defensa de la Democracia (CONADE), pidió que la misión de técnicos y auditores de la OEA se replieguen debido a su trabajo cuestionado por la ciudadanía.

### 4 de noviembre

#### Incidentes en el Teleférico Urbano de La Paz
Grupos violentos que respaldaban a Evo Morales se desplazaban por las calles de Irpavi, llegando a la estación del transporte "Mi Teleferico", gritando e intimidando a los usuarios y funcionarios del sistema de transporte por cable aéreo. Minutos más tarde, los funcionarios del teleférico urbano interrumpieron los servicios de la "línea verde", causando perjuicio a sus usuarios.

#### Escándalo por "Bono Lealtad"
En una conferencia de prensa convocado por la Asociación de Esposas de los policías de bajo rango, Ruth Nina, maxima representante de dicha asociación, y Edwin Herrera de Comunidad Ciudadana denuncian que oficiales de Policía Nacional recibieron un abono de 3000 Bolivianos (unos 431 dólares estadounidenses de esa época), en las cuentas bancarias del Banco Unión, calificado como un «Bono Lealtad», con la finalidad de comprar consciencias de los policías. Nina compara ese "bono" con lo que obtienen los efectivos de las Fuerzas Armadas de Bolivia que superan los 9000 Bolivianos (1293 dólares estadounidenses). 

Ahí (en la Constitución Politica del Estado) claramente dice cuál es la obligación de la Policía; proteger a la sociedad, a la población al pueblo boliviano. Si el gobierno quiere regalar puede regalar todo lo que quiera y eso no tiene que cambiar en ningún sentido (el accionar de la policía).
Ruth Nina

La prensa boliviana verifica las denuncias, comprobando que el estipendo cosiste en el pago de 30 Bolivianos diarios a los funcionarios de la Policía Nacional. Pero desde el Gobierno Boliviano lo minizó el bono como un «Bono de complementación alimenticia».
Además, Nina resalta la sumisión del Comandante de la Policía del Departamento de Cochabamba, Raúl Grandy, y el Comandante de la Polícia del Departamento de Santa Cruz, Igor Echegarray.

#### Cabildo en Santa Cruz de 4 de noviembre
Trascurrieron las 48 horas del ultimátum, el Comité Cívico Pro-Santa Cruz resolvió en un llamado a la toma pacífica de las instituciones públicas de Bolivia, y cierre de fronteras de Bolivia con el exterior.  Luis Fernando Camacho adelantó que enviara la solicitud a la renuncia de Evo Morales como presidente de Bolivia. Diego Pary, canciller de Bolivia envió una denuncia al Consejo Permanente de la OEA de que en Bolivia se está organizando un Golpe de Estado.

### 5 de noviembre
Luis Fernando Camacho (presidente del Comité Cívico Pro Santa Cruz) fue increpado y abucheado por ciudadanos en el Aeropuerto Internacional de la ciudad de El Alto, además fue tildado de sicario.
Cumpliendo las determinaciones del Cabildo de 4 de noviembre, a la medianoche del 5 de noviembre, el Comité Cívico Pro-Santa Cruz, con respaldo del Conade y de las plataformas ciudadanas, cerraron las fronteras del país con el exterior.  Además, se cercaron a las instituciones públicas, a excepción de hospitales públicas, aeropuertos, e instalaciones de servicios básicos.

### 6 de noviembre
El centro de la ciudad de Oruro fue escenario de enfrentamientos, entre sectores afines al partido oficialista Movimiento al Socialismo (MAS) y los universitarios que apoyan a los ciudadanos que bloqueaban diferentes vías urbanas. La Policía gasificó el lugar para dispersar a las personas. Tras el enfrentamiento, los sectores afines al MAS se dirigieron a la plaza 10 de febrero.
A las ocho horas de la noche del miércoles, en la ciudad de El Alto, luego de que el presidente del Comité Cívico Pro Santa Cruz, Fernando Camacho arribara. Grupos afines al Movimiento Al Socialismo (MAS) se enfrentaron con los que fueron a resguardar la llegada del cívico. Después de la intervención policial, con el uso de agentes químicos y del Neptuno, lograron dispersar a los manifestantes afines al MAS, quienes se armaron de calaminas como escudos y de piedras.

#### Enfrentamientos de Cochabamba y Quillacollo
El Transporte Urbano, el Sindicato Mixto de Micros, Buses y Taxitrufis, además del transporte interprovincial, determinaron iniciar desde las cero horas de este miércoles, a un paro indefinido con bloqueo de calles y avenidas, exigiendo otras elecciones y nuevos vocales del Tribunal Supremo Electoral (TSE). El primer enfrentamiento ocurrido en la mañana del miércoles 6, en la plazuela Busch frente a la sede de la Federación del Trópico de Cochabamba. Las bartolinas que respaldan al presidente Evo Morales ingresaron masivamente a la ciudad armadas con palos, piedras y ondas, pero a dos cuadras de la plaza principal de la ciudad de Cochabamba, en el punto de concentración, un grupo de jóvenes y fabriles armaron una barricada en las avenidas Ayacucho y Heroínas, zona central de la ciudad.
Una multitudinaria marcha de militantes del Movimiento Al Socialismo (MAS), que vino de los municipios de Sipe Sipe, Bolívar y Tapacarí, pasó al promediar las 11:00 por el municipio de Vinto, con dirección a Quillacollo para desbloquear los puntos como el río Huayculi, que estaban cerrados hace 14 días.
Luego de rebasar a la fila de 50 policías que se interponía entre los dos bandos. Hasta las 14:00 se reportaron decenas de personas afectadas con heridas en la cabeza, la cara, contusiones y otro tipo de lesiones, durante los enfrentamientos de Quillacollo. "Se tiene más de 50, tenemos pacientes con golpes en la cabeza y pacientes graves que se han referido al hospital Viedma", informó el administrador del hospital Beningo Sánchez, Armando Reyes.
Un joven identificado como Limbert Guzmán Vásquez (20) que resultó herido por la onda expansiva de algún explosivo por los daños internos y en la cabeza, fue el que sufrió más daños, que presentó un diagnóstico grave de post paro cardio respiratorio y muerte encefálica. Inicialmente fue llevado al hospital de Colcapirhua, luego a una clínica privada a la ciudad y finalmente al Viedma, donde fue reanimado con un diagnóstico muy delicado. Tras los violentos enfrentamientos registrados en el municipio de Quillacollo, el hospital público Benigno Sánchez informó que recibió más de 60 heridos, la mayoría por contusiones. Sin embargo, remarcó que no recibió ningún fallecido producto de la confrontación en ese centro.
El exdirigente departamental del MAS en Cochabamba y exviceministro de Interculturalidad (2017-2018), Feliciano Vegamonte, fue retenido por jóvenes de la llamada "Resistencia Juvenil Cochala", donde el alto dirigente del MAS fue obligado a arrodillarse y pedir perdón por los enfrentamientos.
Una turba incendió la Alcaldía de la ciudad de Vinto. La alcaldesa del municipio, Patricia Arce, fue arrastrada por la calle, donde la rociaron con pintura y le cortaron el pelo, hasta que fue rescatada por la Policía.
Cerca de la plaza Murillo en La Paz por la noche se registraron varios enfrentamientos entre campesinos de Potosí y médicos que participaban de las movilizaciones. Los enfrentamientos comenzaron desde las 18:50 y duraron horas. La policía tuvo que gasificar para dispersar a ambos bandos.
En la noche del día 6 de noviembre, el ministro de defensa, Javier Zavaleta en contacto con el canal estatal de televisión acusa a Camacho por los hechos de violencia, y asegurando una "solución institucional" de parte del Gobierno Nacional.

Estamos a un paso de que esto se descontrole totalmente y comencemos a contar los muertos por docenas
Javier Zavaleta, Ministro de Defensa (hasta 10 de noviembre de 2019)

### 7 de noviembre
Posterior a la violencia que llevo al fallecimiento de Limbert Guzmán Vásquez a la primera hora del 7 de noviembre, se reportaron diferentes vejámenes cometidos contra autoridades estatales por parte de manifestantes, cuando personas del grupo denominado “Resistencia Juvenil” emboscaron, montados en motocicletas y armados de palos, a campesinos que se encontraban en vigilia en la población de Vinto, sometiendo a la alcaldesa del lugar a humillaciones, cortándole el pelo, rociándole de pintura, golpeándola en el piso y haciéndola caminar descalza. En esta misma línea, la turba golpeó y obligó a andar de cuclillas, pidiendo perdón por su inclinación política, al líder campesino y ex viceministro de interculturalidad Feliciano Vegamonte. Los agresores filmaron todas las humillaciones y las difundieron por redes sociales.

### 8 de noviembre

#### Motín policial en varios departamentos
El 8 de noviembre de 2019, unas horas después del anuncio emitido por la empresa Ethical Hacking la cual fue contratada por el Tribunal Supremo Electoral de Bolivia en la que concluyó que los comicios se encontraban “viciados” un grupo de policías que forman parte de la agrupación Unidad Táctica de Operaciones Policiales (UTOP) ubicado en Cochabamba se amotinó contra el comandante del cuerpo, al que señalan de ordenar con reprimir a manifestantes opositores que demandan la renuncia del presidente Evo Morales. Durante la noche se expandió inicialmente a los comandos de la policía en Sucre (la capital de Bolivia) y Santa Cruz de la Sierra, pero durante la noche del viernes al sábado la rebelión de los agentes se extendió a las demás regiones, salvo La Paz y Cobija (en la frontera con Brasil), según medios locales.
Según medios internacionales los policías de La Paz se sumaron al amotinamiento con la reivindicación de mejoras laborales, entre ellas pidieron las mismas condiciones salariales y de jubilación que los militares.
El sábado, la policía de La Paz se replegó a una unidad de esa fuerza cercana a la plaza Murillo, donde se encuentran las sedes del Gobierno y el Legislativo bolivianos, un día después de que los uniformados en varias regiones se amotinaran. 
Varios canales de televisión mostraron a numerosos policías llegando a la sede de la Unidad Táctica de Operaciones Policiales (UTOP), en cuya puerta fue colocada una bandera boliviana.

### 9 de noviembre
El presidente Evo Morales, en una improvisada "conferencia de prensa" realizada en el hangar presidencial del Aeropuerto Internacional de El Alto, hace la convocatoria de un "diálogo abierto" a los partidos de la oposición que lograron obtener escaños en el Parlamento. Morales insistió de que había un plan para concretarse un «Golpe de Estado» Morales excluyó de la convocatoria a movimientos sociales, sindicales, agrupaciones ciudadadanas, y comites civicos (manifestantes civiles) que participaron activamente en las movilizaciones.
Carlos Mesa lo rechaza la invitación, y responde: "No tengo nada que negociar con Evo Morales y su Gobierno".  En tanto, el representante de Movimiento Demócrata Social (parte de la alianza política ciudadana "Bolivia dijo NO") y gobernador del Departamento de Santa Cruz, Ruben Costas rechaza la invitación.
Chi Hyun Chung, candidato de Partido Demócrata Cristiano (Bolivia) condiciona su asistencia al diálogo, declarando la siguiente exigencia: "...quisiera invitar a expertos constitucionalistas, a los representantes cívicos de los nueve departamentos y a los partidos políticos. Vamos, entremos a conversar, dialogando no se pierde nada, ni estamos traicionando la patria".

Sentémonos y digámosle (a todos los bolivianos) que esta auditoría es ilegal porque usted (Evo Morales) participó ilegalmente
Chi Hyun Chung, candidato presidencial de Partido Demócrata Cristiano

Con respecto a las declaraciones de Luis Fernando Camacho, Chi Hyun Chung adelantó que si es posible llevara la biblia (cristiana), y lo leera en frente a la investidura de Morales para que escuche al pueblo boliviano. Además, el candidato del Partido Demócrata Cristiano acusa la "complicidad" del secretario de la OEA, Luis Almagro, exigiendo su renuncia, acusando a Almagro por la muerte de civiles en Bolivia.
El ejército se pronuncia por primera vez desde las elecciones presidenciales, y advierten de que no se enfrentarán al pueblo boliviano pidiendo una solución en el ámbito político.

#### Violencia en las carreteras del altiplano
La región de Oruro, registró una ola de violencia con más de 30 heridos en enfrentamientos entre afines y contrarios a Morales. El presidente denuncia que un grupo de opositores ha incendiado la casa de su hermana y la de dos gobernadores, de Oruro y Chuquisaca
Esta fecha empezaron los ataques a las caravanas, sobre la Ruta 1 que conecta las ciudades de Oruro y La Paz. Cerca a la localidad de Vila Vila ocurrió una emboscada a una caravana de cívicos y universitarios que se dirigían a la sede de Gobierno para unirse a las protestas. Estos ataques fueron realizados por personas afines al Movimiento al Socialismo, haciendo uso de piedras, dinamita y gases lacrimógenos. Según un informe del GIEI, esta emboscada resultó en más de 60 personas heridas, así como daños y quema parcial de parte de los autobuses en que viajaban. La tarde del 9 de noviembre, tras enterarse de estos ataques, partió de Potosí una segunda caravana de más de 70 buses compuesta por mineros cooperativistas. El 2021, la Fiscalía cerró la investigación de dichos ataques, supuestamente por falta de pruebas.

#### Nuevas jornadas de motín policial
Los policías que estaban resguardando la seguridad de plaza Murillo y la Casa Grande del Pueblo decidieron replegarse al edificio de la Unidad Táctica de Operaciones Policiales (UTOP), ubicada a una cuadra más al norte de plaza Murillo. En la infraestructura de UTOP, los policías colgaron la bandera tricolor boliviana. Inmediatamente, los manifestantes ciudadanas opositores a Evo Morales asistieron con "apoyo popular" a las fuerzas del orden, abasteciendo de alimentos y refrigerios.
Mientras tanto, Javier Zabaleta, el ministro de defensa, señaló que "ningún militar saldrá a las calles de ninguna ciudad del país".

### 10 de noviembre. Informe de OEA y convocatoria nuevas elecciones
La Organización de Estados Americanos hace público el informe preliminar del Grupo de Auditores Proceso Electoral en Bolivia en el que se identifican diversas irregularidades.
La Secretaría General de la OEA emite un comunicado en que considera que el proceso electoral debe comenzar nuevamente. Señala también que aún falta el informe final:

Desde la Secretaría General de la OEA reiteramos la disposición para cooperar en la búsqueda de las soluciones democráticas para el país, es por ello que en virtud de la gravedad de las denuncias y análisis respecto al proceso electoral que me ha trasladado el equipo de auditores nos cabe manifestar que la primera ronda de las elecciones celebrada el 20 de octubre pasado debe ser anulada y el proceso electoral debe comenzar nuevamente, efectuándose la primera ronda tan pronto existan nuevas condiciones que den nuevas garantías para su celebración, entre ellas una nueva composición del órgano electoral. Por supuesto, aun resta el detallado informe final al respecto que se tramitara conforme los supuestos establecidos.

Poco después el presidente Evo Morales anunció la celebración de nuevas elecciones generales con un órgano electoral renovado.
Hasta antes del 5 de diciembre, la OEA no había presentado el informe final con las pruebas que sustente sus hallazgos preliminares, como lo indica el Centro de Investigación Económica y Política de Estados Unidos (CEPR) - entre sus miembros dos premios nobel - que desmintió la postura de la misión de la OEA. Como se muestra en este documento, en el momento en que se interrumpió el informe de los resultados del conteo rápido, la tendencia de voto existente favorecía a Morales en la obtención de la victoria electoral de manera absoluta con un margen de más de 10 puntos porcentuales.
El CEPR recomienda organizar una investigación independiente sobre el papel de la Misión de Observación Electoral que participó en Bolivia por su fracaso en realizar un análisis independiente.
En esta fecha ocurrió la segunda emboscada a protestantes en contra del gobierno de Evo Morales. Esta sucedió en playa Verde, una planicie ubicada entre las localidades de Challapata y Huancané, en el municipio de Challapata. Esta segunda emboscada dejó seis mineros heridos por bala y dinamita.

#### Informe final de auditoría
Con fecha 5 de diciembre de 2019, la OEA publicó su informe final sobre la auditoría realizada al proceso electoral, en el cual concluyó que hubo "manipulación dolosa" y "parcialidad de la autoridad electoral" durante los cuestionados comicios del 20 de octubre. El informe menciona los siguientes hallazgos:

1. Hallazgo 1: sistemas de transmisión de resultados electorales preliminares y cómputo definitivo viciados
2. Hallazgo 2: existencia de un patrón de manipulaciones, falsificaciones y adulteraciones de actas electorales en seis departamentos que buscan beneficiar al mismo candidato
3. Hallazgo 3: la deficiente cadena de custodia no garantizó que el material electoral no haya sido manipulado y/o reemplazado
4. Hallazgo 4: lactas del cómputo no son confiables; no obstante, del análisis detallado se destaca que las actas ingresadas en el último 4,4% tienen un número llamativo de observaciones
5. Hallazgo 5: tendencia mostrada en el último 5% es altamente improbable

Informe final de integridad electoral OEA.

### Renuncia de Evo Morales a la presidencia
El domingo 10 de noviembre de 2019, presionado por una parte de la población boliviana, Evo Morales huye de la ciudad de La Paz y ciudad de El Alto, rumbo a Chimore (y posteriormente a Lauca Eñe), tropico de Cochabamba, mediante un vuelo charter. Evo Morales anunció su renuncia tras casi 14 años en el poder en Bolivia. Morales expresó que su renuncia fue «por el bien del país», tras tres semanas de enfrentamientos entre sus partidarios y sus detractores que han dejado al menos tres muertos y cientos de heridos. Morales rechazó el informe de la OEA, acusando de ser un "informe político". En su mensaje emitido por la televisora pública, Morales acusó a los que protestan con «la biblia para agredir» a los sectores sociales y «oración para la discriminación», y de forma victimizada expresó de que «el pecado que cometió fue ser indígena, dirigente sindical, cocalero», mientras resaltaba las «luchas indígenas contra la Colonia (Española) y el neoliberalismo». También han renunciado varios personeros de su gobierno, y otros han solicitado asilo en embajadas, como es el caso de la de México. «Aquí no termina la vida, la lucha sigue», dijo al terminar su intervención.

#### Celebraciones tras la renuncia de Evo Morales
En los primeros minutos posteriores tras la renuncia de Evo Morales, los manifestantes que salieron a las calles por más de 21 días, celebraron con cánticos de júbilo, abrazos, y alegrías de personas que salían a las calles de las nueve ciudades capitales de los departamentos de La Paz, Cochabamba, Santa Cruz, Chuquisaca, Oruro, Potosí, Tarija, Beni, Pando, municipios rurales, e incluso en varios distritos y barrios de la ciudad de El Alto. Los bolivianos de todas las edades, culturas y creencias ondearon la tricolor (rojo, amarillo y verde), en representación a su «única bandera nacional», alegres expresaron la «caída de la tirania», mientras entonaban el Himno Nacional. Dichos festejos fueron reflejados en los periódicos, radios, y televisoras de Bolivia y prensa internacional.
La Plaza Murillo, lugar donde se ubican el Edificio del Congreso Nacional y Palacio Quemado, los ciudadanos celebraban la caída del régimen socialista, algunos derramando lágrimas por los ojos expresaban su alegría al saber que Evo Morales renunció a la presidencia.
El festejo también fue registrado en ciudades más importantes del mundo. En Buenos Aires, muchos ciudadanos bolivianos residentes en Argentina festejaron en el Obelisco de Buenos Aires, celebrando la «renuncia de Evo Morales tras más de 13 años de mandato».

#### Carta de renuncia y biblia cristiana con la tricolor
Luis Fernando Camacho, escoltado en un vehículo policial, protegido en un chaleco antibalas, llegó a la ciudad de La Paz, recorriendo el paseo del Prado, e ingresando a plaza Murillo, y posteriormente al Palacio Quemado, para presentar la «carta de renuncia a la presidencia constitucional» a Evo Morales, sin percartarse que Morales presentó su «renuncia» desde la localidad de Lauca Eñe, en el trópico de Cochabamba. Al ingresar al Palacio de Gobierno de la República (antigua sede presidencial), Camacho junto con Marco Pumari, presentaron en el Hall de Palacio Quemado la carta de renuncia para Evo Morales, acompañado de la bandera tricolor boliviana, y la biblia cristiana, en señal de su creencia religiosa, y finalmente realizaron oraciones en marco a su creencia cristiana, pidiendo a Dios la «paz para Bolivia».

#### Dimisión y detención de funcionarios del Órgano Electoral
María Eugenia Choque Quispe presentó su renuncia a la presidencia del órgano electoral boliviano de manera «irrevocable». Posteriormente, fue detenida por la Policía Nacional, en un operativo del Departamento de Análisis Criminal e Inteligencia, en la ciudad de La Paz. Dicha detención fue con «fines investigativos», conforme a una investigación realizada por la Fiscalía del Estado, y un proceso judicial contra todos los funcionarios del Tribunal Supremo Electoral, después de que la misión de la OEA presentará el informe de la auditoria.

## Protestas y hechos de violencia posteriores a la renuncia de Evo Morales

### 10 de noviembre
En plena jornada dominical, marcada por la renuncia de Evo Morales a la presidencia, manifestantes y seguidores al expresidente iniciaron sus manifestaciones, y acciones de «sedición», que incluía saqueos, incendios provocados a propiedades tanto públicas como privadas. Entre los hechos delincuenciales se registraron la destrucción de buses de transporte público, La Paz Bus "Puma Katari" en la zona de Chaquipampa, el incendio provocado por seguidores de Evo Morales a la vivienda del rector de la UMSA, Waldo Albarracin. También se saquearon en las instalaciones de avícolas Sofía en El Alto. El alcalde de la ciudad de La Paz, Luis Revilla mediante la red social Twitter, denunció de saqueos y vandalismo en el depósito de buses "Puma Katari", y al hospital "La Portada". Se destrozaron propiedades públicas en la ciudad de El Alto, e incluso se saquearon mercancías de las ferias populares y comercios de la urbe alteña. Se registraron cortes de vías en el municipio de Tiquipaya, en la Región Metropolitana de Cochabamba, provocado por organizaciones sindicales que apoyan a Evo Morales. Mientras se desarrollaba el «mensaje presidencial» del acto de renuncia de Evo Morales, dirigentes sindicales y productores de hoja de coca del trópico de Cochabamba hicieron "vigilia" al Aeropuerto Internacional de Chimore, e hicieron piquetes y cierres forzosos de carreteras que atraviesan el tropico, con casos de violencia contra vehículos particulares. Los comerciantes de la ciudad de Cochabamba hicieron vigilia, luego de anoticiarse de posibles enfrentamientos y saqueos. Mediante las redes sociales y llamadas a medios de comunicación, vecinos de las ciudades de La Paz y El Alto denunciaron cortes de servicios de agua y luz en sus viviendas y negocios, incluso los comerciantes instalaron barricadas para defender sus comercios.

### 11 de noviembre
En la jornada de lunes, seguidores de Evo Morales que viene desde la ciudad de El Alto bajan a la ciudad de La Paz, donde la Policía Nacional y grupos ciudadanos armaron barricadas para la "resistencia". La población de la ciudad sede de gobierno teme de una violencia radical contra los ciudadanos. Al mediodía del lunes, manifestantes con banderas de "whipala" procedieron a quemar el edificio de la Unidad de Tránsito de la ciudad de El Alto,  saqueando todo a su paso, dejando inutilizable a dicho edificio por mucho tiempo. Ocho instalaciones policiales fueron destruidas, y varios vehículos fueron quemados por completo, y los funcionarios fueron secuestrados y humillados por seguidores de Evo Morales, obligados a besar la "whipala" y a "disculparse con los indigenas".
En Cochabamba, un grupo de choque se dirigió hacia la estación policial integral del sur (EPI SUD), los funcionarios policiales y detenidos fueron evacuados inmediatamente antes de que llegara el grupo iracundo de simpatizantes de Evo Morales. Posteriormente, los manifestantes a favor de Evo Morales quemaron el edificio de la EPI SUD, así como varios vehículos policiales que no pudieron ser evacuados.
El Comandante General de la Polícia Nacional, Yuri Calderón renuncia su cargo a la institución de seguridad nacional, bajo exigencia del Estado Mayor, y debido a la desconfianza tanto de los funcionarios policiales como la población boliviana.
Las Fuerzas Armadas anunciaron la realización de operaciones tácticas para contrarrestar a grupos violentos afines a Evo Morales y el MAS-IPSP, que «trasgreden a la ley», señalando que la Policía Nacional y las Fuerzas Armadas son los únicos órganos de pueden portar armas de fuego en el territorio boliviano. Los militares aplicaron el plan "Sebastian Pagador", con la finalidad de salvaguarduar la seguridad nacional, así como de los servicios públicos.
Al finalizar la jornada, se contabiliza unos 20 heridos en los enfrentamientos.

## Protestas contra Jeanine Áñez

### Convulsión del país

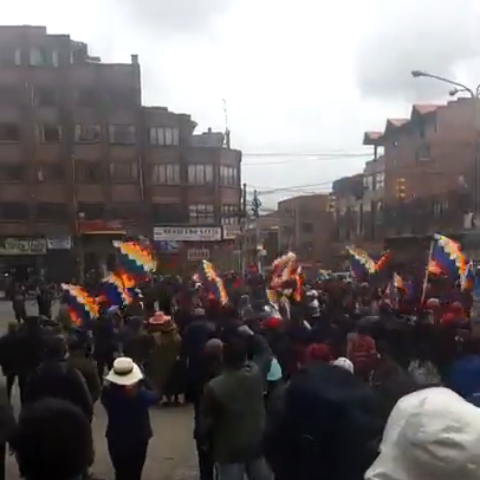
Manifestaciones en El Alto contra el gobierno interino de Jeanine Áñez.

Varios manifestantes salieron a marchar contra la presidenta Áñez, entre ellos miembros del Movimiento al Socialismo, en la ciudad de El Alto se declararon leal a Morales con consignas bélicas:

El Alto de pie, nunca de rodillas (...) ahora sí, guerra civil'.

Según diversos analistas, el conflicto postelectoral está tomando rumbos racistas, religiosos y de enfrentamientos que pueden desembocar en una guerra civil por motivos étnicos e ideológicos.

### Enfrentamientos en Cochabamba
Manifestaciones iniciadas el 15 de noviembre a favor de Evo Morales a las afueras de Cochabamba dejó 135 heridos y 9 muertos por enfrentamientos entre cocaleros y la policía nacional.

## Saldo de enfrentamientos y paralización de actividades

### Heridos
La defensora del Pueblo, Nadia Cruz Tarifa, informó el miércoles 30 de octubre, que entre el 27 y 29 de octubre, la entidad registró 139 heridos, en las protestas en defensa del voto que se realizan en los nueve departamentos. La mayoría de casos se registran en Santa Cruz con 71 heridos; seguido de La Paz con 36 casos y Cochabamba con 23. Del total registrado, 20 son mujeres, siendo el día con mayor cantidad de heridos el martes 29 de octubre con 64, de los cuales 58 son hombres y 6 mujeres. Entre el 9 y el 10 de noviembre se le suma a esto los más de 66 heridos durante las dos emboscadas a caravanas de protestantes ocurridas en el departamento de Oruro.
Un caso particular fue de Pablo Villarroel, que fue víctima de la turba, propinando una brutal golpiza que lo llevó hasta terapia intensiva.

### Fallecidos
Dos ciudadanos fueron víctimas de impactos de bala, en el municipio de Montero, en medio de los enfrentamientos que se produjeron entre los grupos que cumplían un paro indefinido, y simpatizantes del Movimiento al Socialismo. Ambos fallecieron la noche de este miércoles con impactos de bala según los informes preliminares. Mario Salvatierra, de 60 años murió en la clínica Cardio Salud, producto de dos disparos, uno en el costado y el otro en el pecho. Y Marcelo Terrazas, de 41 años, que pertenecía a la Unión Juvenil Cruceñista, en la clínica Uni-Max, que también fue herido de bala. Ambos recibieron los disparos tras el enfrentamiento registrado en el barrio Cofadena, municipio de Montero, en las primeras horas de la tarde del miércoles 30 de octubre.
Limbert Guzmán, un joven de 20 años, fue la víctima durante los enfrentamientos de Quillacollo, el joven de 20 años que presentaba un diagnóstico grave de post paro cardio respiratorio y muerte encefálica. Se presume el joven resultó herido por la onda expansiva de algún explosivo por los daños internos y en la cabeza. Inicialmente, el joven fue llevado al hospital de Colcapirhua, luego a una clínica privada, y finalmente al Hospital General Francisco Viedma, donde falleció a las 20:45 horas del miércoles 6.
Después de la renuncia de Evo Morales y de que las Fuerzas Armadas aunaran esfuerzos con la Policía para detener la violencia desatada, hasta el miércoles 13 de noviembre la Defensoría del Pueblo declaró que había al menos 4 muertos víctimas de la represión militar y policial: Marcelino Jarata Estrada (Potosí), Percy Romel conde Noguera (La Paz), Beltrán Paulino Condori Arumi (La Paz) y otro fallecido sin identificar (Cochabamba). De estos cuatro fallecidos, tres murieron por impactos de armas de fuego. La Defensoría le exigió al Ministerio Público la investigación de estos hechos. Los cuales no fueron presentados.

### Detenidos
La Policía detuvo a 15 mineros, en la zona de 1 de mayo, al sur de la ciudad de Cochabamba, con aproximadamente 145 cachorros de dinamita, dentro de un minibús de servicio público, en cumplimiento de la Ley 400. Se presume que los sujetos se dirigían al centro de la ciudad para desbloquear en ciertas zonas y amedrentar con dinamitas ya preparadas.

### Pérdida económica
La Cámara Nacional de Comercio (CNC) a través de un pronunciamiento, hizo conocer que el país pierde al día, aproximadamente $us 12 millones de dólares al no poder exportar con normalidad después del 20 de octubre e inicio del conflicto. Solo entre los rubros de producción de banano y leche se calcula una pérdida de 5 millones de bolivianos (más de 700 mil dólares americanos). La Cámara Nacional de Industrias (CNI), calculó en 60 millones de dólares (414 millones de bolivianos) la pérdida por los cuatro días de paro, que comenzó en el departamento de Santa Cruz y continuó en varias regiones del país.
En varios mercados de Santa Cruz de la Sierra, ha habido una subida en algunos productos, siendo los productos afectados las carnes, verduras y productos lácteos, a pesar de que el municipio indicó de que no tendría que haber un incremento en el precio de los productos de la canasta familiar.
El director de la Fábrica Nacional de Cemento Sucre SA (Fancesa) por la Gobernación de Chuquisaca, Zacarías Herrera, reveló el lunes, que la principal factoría chuquisaqueña, perdió en una semana, cerca de 7 millones de bolivianos (más de 1 millón de dólares americanos), el mercado principal, que es Santa Cruz, representando el 60 por ciento de sus ventas, están paralizadas debido a la interrupción del traslado de las bolsas de cemento a la capital cruceña.
El representante del transporte pesado internacional, Gustavo Rivadeneira, indicó que el sector registra daños económicos debido al bloqueo que cumplen los cívicos en el departamento de Santa Cruz, y comenzaron a percibir el daño que ocasionan los paros en otras regiones del país, impidiendo ingresar la mercadería que proviene de ultramar.
La Cámara Nacional de Comercio (CNC), calculó el daño económico a causa del paro nacional indefinido, con al menos una pérdida de 108 millones de dólares por día, siendo los rubros afectados el comercio, los servicios, el turismo y el transporte. En el comunicado que se dio a la prensa señala “Cada día de conflicto en el país, en términos del Producto Interno Bruto (PIB), representa en promedio al menos 108 millones de dólares. Esto solo representa el valor agregado de bienes y productos finales; sin embargo, si tomamos en cuenta todo el movimiento económico necesario para alcanzar esta cifra, estamos hablando de una cifra aproximada a los 1.100 millones de dólares en movimiento del aparato económico en su conjunto”.
El presidente de la Federación de Entidades Empresariales Privadas de Cochabamba (FEPC), Javier Bellott, informó que se pierde por cada día de paro en Cochabamba unos 110 millones de bolivianos. Los sectores más afectados son los hoteleros, industria, restaurantes, bananeros, transporte, avicultores, floricultores y productores de leche, entre varios otros.
El ministro de Economía y Finanzas, Luis Arce Catacora, declaró que las pérdidas del país en 14 días de paro cívico se estiman en 167 millones de dólares y advirtió que el clima de inestabilidad social en el país y la toma de entidades públicas está ocasionando la suspensión del pago de los bonos Juancito Pinto y Renta Dignidad.
Desde la Cámara Agropecuaria de Cochabamba, se reportó hasta el día 4 de noviembre perdidas de más de 10 millones de dólares estadounidenses, debido a los cortes de vías en el país, tanto de cívicos y plataformas ciudadanas, así como de organizaciones políticas que respaldan a Evo Morales. Muchos trabajan con préstamos bancarios, con deudas de más de doscientos mil dólares estadounidenses. Además, se reportaron la obstrucción de circulación de 25 camiones de bananos que tenían de destino al mercado de la República Argentina.

## Saqueos, destrozos y daños a propiedades

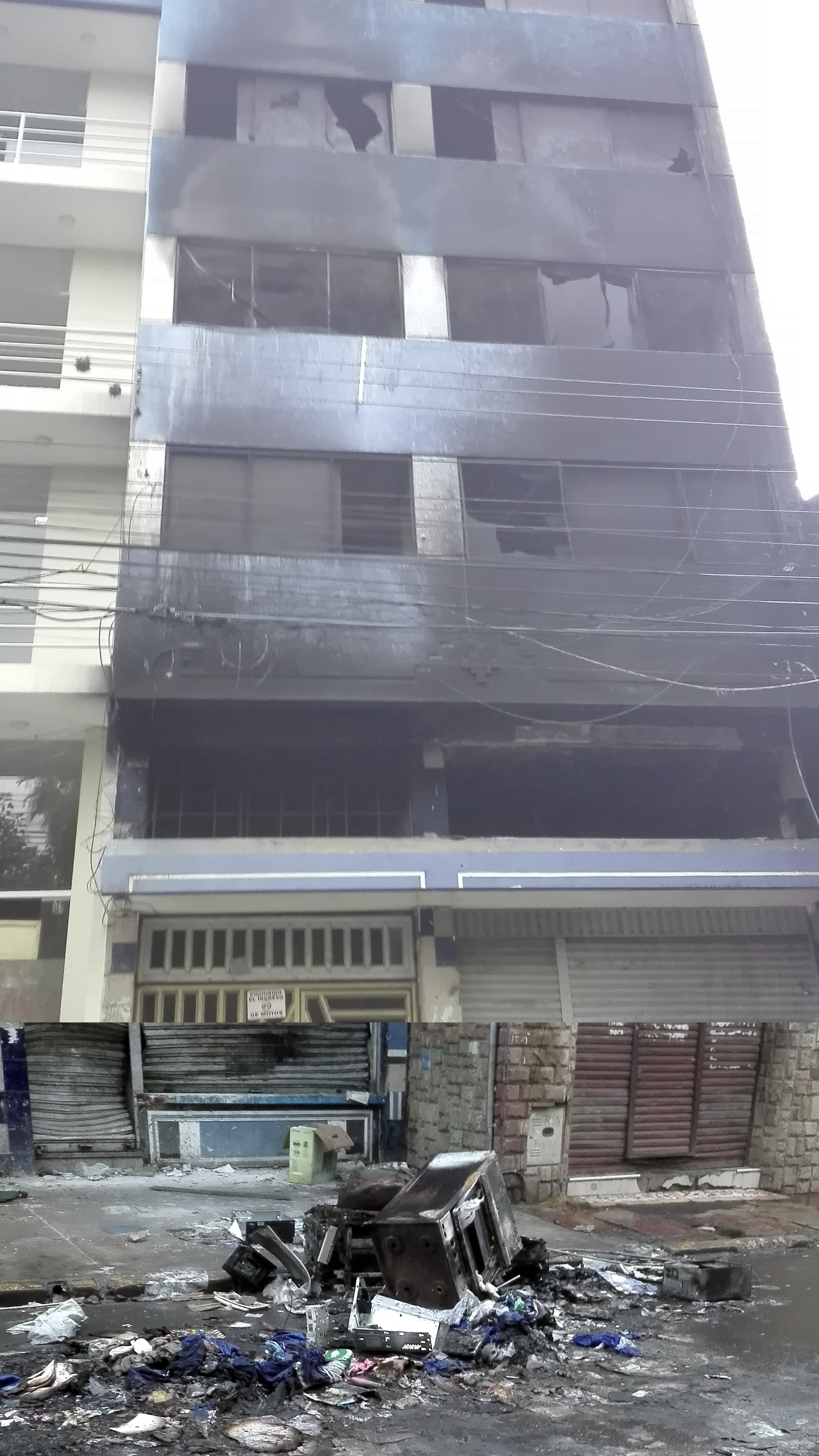
Edificio de la coordinadora de las seis federaciones del trópico de Cochabamba después de incendio provocado. Fotografía realizada el 10 de noviembre de 2019

En la noche del viernes 8, durante el motín policial, un grupo de personas ingresaron de manera violenta la noche del viernes al edificio de las Seis Federaciones del Trópico y de la Dirección Departamental del Movimiento Al Socialismo (MAS), en la ciudad de Cochabamba, donde sacaron muebles y equipos tecnológicos para luego quemarlos. El incendio empezó a las 21:00 horas y fue sofocada a la medianoche.
Un grupo de manifestantes en la ciudad de El Alto, en la noche del sábado 9 de noviembre se trasladaron a la zona de Ciudad Satélite (El Alto), donde están ubicadas las antenas de los canales de televisión y procedieron a destruir y quemar la planta de transmisión de la red Unitel. La UTOP intervino para dispersar a los movilizados al momento de que intentaban destruir la planta de transmisión de Televisión Universitaria de la Universidad Mayor de San Andrés.
El representante de la empresa Avícolas Sofía denunció que turba saqueó productos de la empresa, y causó destrozos en sus instalaciones ubicadas en la zona de Senkata, ciudad de El Alto, y los vecinos denuncian que afines al MAS prendieron fuego a las instalaciones arguyendo que esta pertenece al líder cívico cruceño, Luis Fernando Camacho. Los vandalismos aumentaron, y la turba de manifestantes corrieron a saquear hasta las instalaciones del Ceibo, al lado de la Unidad Operativa de Tránsito El Alto.
En la tarde y parte de la noche del domingo 10 de noviembre, el domicilio particular del expresidente Evo Morales, ubicada en la Urbanización Las Magnolias en la ciudad de Cochabamba sufrió destrozos considerables, donde se dañaron equipos de gimnasio, se quemaron cuadros de pintura y vidrios de la vivienda quedaron destrozados.
La casa de la periodista que trabajo en ATB, PAT, Unitel y Televisión Boliviana, Casimira Lema, ubicada en Chasquipampa en la zona Sur de la ciudad de La Paz, fue escenario de un incendio provocado por una turba de seguidores de Evo Morales. La comunicadora no se encontraba en su domicilio cuando un grupo de choque llegó para incendiar el bien inmueble. Paralelamente, en la ciudad de El Alto se cortó el suministro de agua potable y causaron actos violentos y vandálicos en varias zonas de esa urbe.
La Paz BUS denunció que un grupo de personas pertenecientes al MAS IPSP exaltadas atacaron el patio de servicio del PumaKatari de la Ruta Chasquipampa, en la zona de Kupillani en la ciudad de La Paz, donde al menos 15 buses que se encontraban en el patio de servicio fueron quemados.
El opositor Waldo Albarracín publicó un vídeo denunciando que “una turba de masistas quemó y destruyó" su casa. “Mi familia y yo nos encontramos bien y en un lugar seguro. El rector Abarracín, denuncia de la agresión que hacen simpatizantes del Movimiento al Socialismo.
Posterior a la renuncia de Evo Morales a la presidencia, hubo reportes de saqueos a propiedades privadas y comercios en la ciudad de La Paz, con perdidas materiales y robo de dinero, entre otros hechos de delincuencia.

## Medios de comunicación

### Agresión y acusaciones de intimidación a la prensa

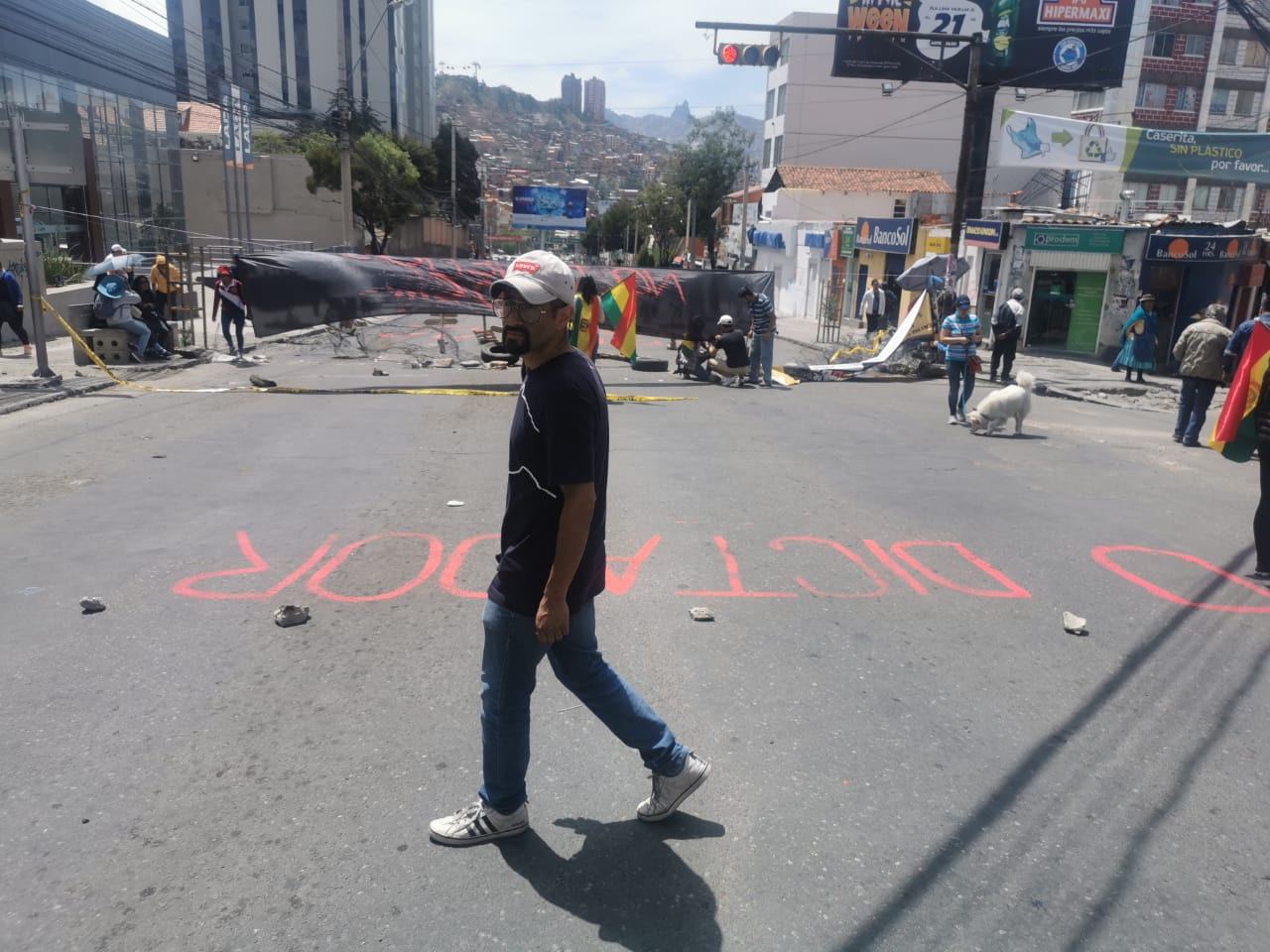
Barricada en La Paz.

El corresponsal del periódico Los Tiempos de Cochabamba, Wilson Aguilar, fue agredido en la tarde del 21 de octubre por militantes del partido oficial y policías durante la conferencia de Tribunal Supremo Electoral (TSE) en La Paz.
Durante una cobertura periodística, un camarógrafo de Red Uno resultó herido cuando realizaba su labor luego de que una granada de gas lo impactó en la cabeza, dejándolo inconsciente, hecho registrado en el recinto ferial de la Laguna Alalay en la noche del 22 de octubre, en Cochabamba. Minutos más tarde, el corresponsal del diario El Deber, Humberto Ayllón, sufrió el impacto de una granada de gas lacrimógeno, el cual le provocó una herida en la cabeza, mientras cubría los enfrentamientos en las cercanías del Tribunal Electoral de Cochabamba.
El periódico El Deber informó que en la noche del 21 de octubre, la viceministra de Comunicación de Bolivia, Leyla Medinacelli, llamó al periódico para «pedir un titular» en la primera plana de la edición del día siguiente del matutino, especificando que el titular debía ser uno que «desmovilice sectores». El periódico aclaró que no permite que personas que no sean sus propios periodistas «impongan un titular».
Desde la Asociación Nacional de Periodistas (ANPB) y la Asociación de Periodistas de La Paz (APLP) notaron las amenazas de grupos radicales del "masismo", y policías en el frontis de Televisión Universitaria - Canal 13, mientras se realizaba el programa vespertino "Jaque Mate", donde la periodista Ximena Galarza entrevistaba con el ingeniero de sistemas Édgar Villegas, que en su investigación había demostrado unas pruebas de posible fraude electoral, desde alteración de los datos computados de las actas, tanto en las elecciones presidenciales, como las legislativas, con números de las actas, bajo la acusación de "volteo" de votos. En 2024, Ximena Galarza es citada por la Fiscalía en calidad de "testigo" en una demanda por difamación presentada por una ciudadana contra un exministro de Justicia, causando temor de una aparente "persecusión" a la periodista por parte de la ANPB.
Así mismo, desde la ANPB se muestra preocupación por la agresión al periodista de Bolivisión durante las manifestaciones en Santa Cruz de la Sierra.
La periodista del diario Los Tiempos, Geraldine Corrales, fue agredida por una persona que lanzó un objeto contra la frente de la comunicadora, durante los enfrentamientos del 25 de octubre, en la zona sur de Cochabamba.
El fotoperiodista del diario La Razón, Miguel Carrasco, fue víctima de una pedrada en la cabeza cuando realizaba su trabajo, fotografiando escenas del enfrentamiento en el lugar entre bloqueadores que denuncian fraude electoral y seguidores del partido de gobierno.
La Asociación Nacional de la Prensa (ANP), se manifestó mediante un comunicado por la crisis política y social que atraviesa Bolivia, haciendo un llamado a evitar la violencia de cualquier índole, a preservar la democracia y la unidad nacional entre los bolivianos.
Un grupo de jóvenes con banderas de Bolivia y máscaras agredieron a la periodista de la Red ATB y egresada de periodismo en la Universidad del Valle (Univalle), Brishka Espada, mientras realizaba cobertura en Cochabamba, siendo increpada e insultada, tildándola de "masista", la víctima pide respeto al labor de la prensa.
El representante de la Defensoría del Pueblo en Cochabamba, Nelson Cox, condenó, los actos de agresión a periodistas y exige las garantías a las instituciones públicas.
Un grupo de periodistas, fotógrafos y camarografos fueron agredidos por la represión de la Policía Boliviana en Sopocachi, en especial a los profesionales de Gigavisión y El Deber, que fueron registrados por las cámaras de dichos medios de comunicación y videos aficionados. La Asociación de la prensa de Bolivia (ANP) repudió el accionar agresivo de la policía que censuraba el trabajo de la prensa.
Al momento en que la Federación Sindical de Trabajadores de la Prensa llamó y exigió garantías para el trabajo de los medios de comunicación, pedido realizado en la plaza principal de Cochabamba, el 30 de octubre de 2019, un grupo de transportistas abucheó, e hicieron violencia verbal y física a la dirigencia del gremio y a los trabajadores que intentaban hacer la cobertura. El comandante de la Policía, Raúl Grandy, junto a otros efectivos, intervino y pidió que la prensa retroceda.
El camarógrafo de la red privada de televisión “Gigavisión”, Daynor Flores Quispe, fue víctima de la explosión de una dinamita durante el enfrentamiento entre efectivos de la policía y manifestantes, durante los disturbios nocturnos ocurridos el 31 de octubre en la ciudad de La Paz, recibiendo daños en la pierna. Jhonatan Rivero, periodista de red PAT en la sede de gobierno quedó aturdido tras la explosión.
El camarógrafo Miguel Encinas y el periodista Alejandro Mendoza (ATB), fueron víctimas de agresión, provocado por jóvenes pertenecientes a un grupo de productores de hoja de coca perteneciente al MAS-IPSP, que reaccionaron con violencia cuando los enviados registraban en vídeo, transmitiendo en vivo a nivel nacional la agresión a un integrante de la agrupación juvenil “Resistencia Cochala” que exige la renuncia del presidente Evo Morales y pide nueva elección. Mientras Cristina Cotari (Los Tiempos) fue obligada a interrumpir la grabación de un video en el bloqueo registrado en la ciudad de Quillacollo, específicamente en río Huayculi, donde la violencia dejó con varios heridos.

### Ataques cibernéticos
Las páginas de Facebook de los medios de comunicación Urgente.bo, Agencia de Noticias Fides (ANF), Opinión, Gigavisión, además de los portales de información Detrás de la Verdad y Encontrados fueron bloqueados a través de "restricciones" temporales. El director del periódico digital Urgente.bo, Grover Yapura, informó que la cuenta de ese medio sufrió un ataque cibernético.

### Acusaciones a medios de comunicación del Estado boliviano
La periodista Miriam Jemio hizo la captura de las imágenes correspondientes al medio radial Radio Illimani - Red Patria Nueva, del Sistema Nacional de Radiodifusión Boliviana del Estado Plurinacional de Bolivia, acompañado con el siguiente texto: “Integrantes del Grupo Irregular Resistencia Cochala usan armas de fuego en Cochabamba”. Asimismo, la Agencia Boliviana de Información (ABI), difunde en su página web varias imágenes también de los enfrentamientos en Venezuela, como si fueran situaciones que ocurrieron en Bolivia, en la actual crisis política que vive el país.

## Reacciones políticas postelectorales

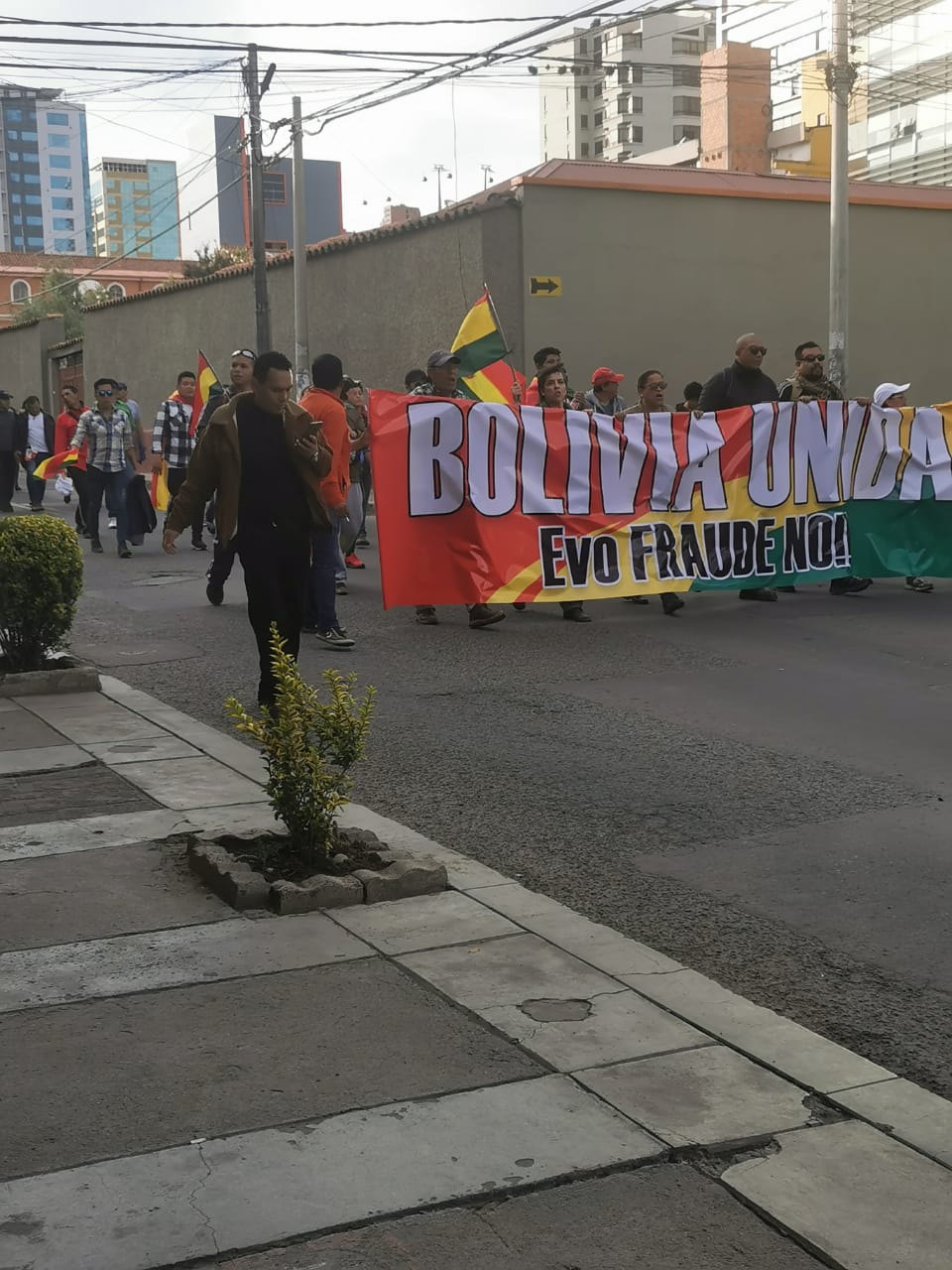
Manifestación en el macrodistrito sur.

La suspensión del conteo de votos generó críticas en las misiones de observación electoral y de oposición, incluida la Organización de Estados Americanos (OEA). En una conferencia de prensa, el jefe de la misión de observación electoral de la OEA, Manuel González, hizo una declaración en la que su equipo expresó su «preocupación ante cambios drásticos e inexplicables» publicados por el Tribunal Supremo Electoral que interpretaron la victoria de Evo Morales en la primera ronda, diciendo «Es fundamental que se respete plenamente la voluntad ciudadana honrando los valores contenidos en la Carta Democrática Interamericana de la OEA». Además, la misión publicó una declaración pidiendo respeto por la voluntad de los ciudadanos.
Carlos Mesa pidió movilizaciones civiles en defensa del voto luego de denunciar el fraude en las elecciones. En un video posterior, Mesa pidió protestas constantes hasta que se llevara a cabo una segunda ronda de votación, y agregó que traería pruebas de fraude.
El candidato de la oposición, Óscar Ortiz, llamó a manifestarse en paz para «mantener la legitimidad de la reivindicación democrática».
La Conferencia Episcopal Boliviana (CEB) advirtió sobre el presunto fraude y exigió que las autoridades electorales cumplan con su deber como «árbitro imparcial del proceso electoral». La CEB también pidió a «veedores internacionales a cumplir su misión de vigilar la transparencia del proceso electoral» a fin de respetar al pueblo boliviano y los principios de la democracia, señalando que uno de los observadores de las elecciones, la Unión Europea, había financiado el sistema de conteo electrónico de votos y, por lo tanto, debe tener el mandato de garantizar que se use correctamente.
El Ministro de Justicia, Héctor Arce, negó el presunto fraude electoral y dijo que las manifestaciones eran injustificadas, ya que el proceso de cómputo electoral es de acceso libre y público. Asimismo, convocó también a la OEA a realizar las auditorias pertinentes sobre los votos "uno a uno",
El 22 de octubre, el vicepresidente de la junta electoral boliviana, Antonio Costas, considerado el único miembro independiente del TSE y que no responde a Morales, renunció y criticó al Tribunal Electoral por suspender la publicación de los resultados del TREP, diciendo que los problemas con el conteo desacreditaron el proceso democrático.
El Comité Nacional para la Defensa de la Democracia en Bolivia (Conade) responsabilizó al gobierno de Morales por cualquier confrontación que pudiera surgir en el país y pidió un paro nacional indefinido desde la medianoche del 23 de octubre.
En un discurso televisado el 23 de octubre, Morales afirmó que había un golpe de Estado en curso en su país que había sido orquestado por grupos de derecha en Bolivia con la ayuda de potencias extranjeras; más temprano ese día, Manuel González opinó que la segunda ronda debería continuar incluso si Morales había logrado una ventaja de más de 10 puntos porcentuales, ya que su margen de voto (basado en los resultados anteriores) aún sería «insignificante».
En la mañana del 23 de octubre, el Consejo de la OEA se reunió para analizar la situación de Bolivia. El embajador de Bolivia ante al OEA, José Alberto Gonzales, señaló ante el consejo que la interrupción del TREP fue por falta de internet en áreas rurales. Estados Unidos, Brasil, Argentina y Colombia se mostraron a favor de una segunda vuelta electoral, si la OEA no consigue verificar los resultados del primer turno. Mientras tanto, el secretario general de la OEA, Luis Almagro, sugirió que los resultados de las elecciones nacionales en Bolivia no sean considerados legítimos hasta que esa organización internacional realice la auditoría solicitada por el TSE y por el gobierno boliviano.
El ministro de la Presidencia de Bolivia, Juan Ramón Quintana, comparó a Carlos Mesa con Juan Guaidó, quien se disputa la presidencia de Venezuela con Maduro, afirmando que en el país se desarrolla una estrategia de designación de un «gobierno paralelo».
El presidente Morales declaró su victoria nuevamente el 24 de octubre durante una concentración de militantes y organizaciones sociales en la plaza 14 de septiembre de Cochabamba, y acusó a Mesa y a otros opositores de golpistas, minimizando los bloqueos y marchas y ofreciéndose a dar talleres y seminarios a las personas sobre cómo bloquear.
A las 9:00 p.m. hora local del 24 de octubre, mediante un vídeo en Twitter, Mesa declaró que el MAS no quería balotaje, denunciando fraude electoral y llamando a la población a «continuar con la lucha democrática».
El presidente de Bolivia, Evo Morales, agradeció este lunes a través de su cuenta de Twitter, el apoyo expresado por Alberto Fernández y Cristina Fernández de Kirchner, ganadores de las Elecciones presidenciales, realizadas en Argentina.
El presidente de Bolivia, Evo Morales, llamó este lunes a sus seguidores a defender la sede del Gobierno, ante un cerco que aseguró que está convocando la oposición para el martes.
La ministra de Salud, Gabriela Montaño, junto a funcionarios de Gobierno, cooperativistas mineros y simpatizantes del MAS-IPSP en la puerta del Ministerio de Salud en la plaza del Estudiante de La Paz, gritó a los opositores la frase “Los golpistas no pasarán”.
Durante el cabildo del Comité Cívico Pro Departamento de La Paz, realizado en la tarde de 28 de octubre, el gobernador y candidato opositor, Félix Patzi, exigió la anulación de las elecciones presidenciales y la renuncia de los vocales del Tribunal Supremo Electoral (TSE).
El presentador Fernando Del Rincón, cuestionó a la diputada del Movimiento Al Socialismo (MAS) Susana Rivero con una simple pregunta: “¿Cómo justifica usted la amenaza del presidente Morales de responder con cercos a las ciudades que protestan contra el fraude electoral, amenaza que además viola la Constitución Política del Estado Boliviano?”, y la diputada evadió la pregunta con una extensa explicación a la que justificó como “contexto”, donde mostró un mapa de Bolivia de color predominantemente azul que graficaba la votación de ese partido político, y así siguió a lo largo de la entrevista, hasta el final del programa.

## Reacciones internacionales

### Organizaciones de Derechos Humanos
Según información de organismos de derechos humanos, el choque entre manifestantes en protestas públicas en Bolivia habría reportado hasta el 6 de diciembre, la trágica cifra de 35 muertos, 832 heridos y 106 detenciones, de los cuales 25 se mantendrían privados de libertad. Además, se han registrado alrededor de 50 periodistas agredidos de 15 medios de comunicación, dichos ataques fueron originados tanto por parte de manifestantes como también por el desmedido uso de la fuerza de la Policía Nacional y las Fuerzas Armadas.

### Protestas en el extranjero
Los residentes bolivianos que radican en Argentina, Paraguay, Panamá, España, Italia, Perú, Francia, México, Estados Unidos, Reino Unido y Alemania, entre más países del mundo, resolvieron denunciar, sensibilizar al mundo y lograr apoyo internacional en cuanto a las denuncias de fraude electoral. En Argentina, donde el MAS ganó con amplia mayoría, más de un centenar de residentes bolivianos reunidos en la plaza Dante de Buenos Aires protestaron en puertas de la embajada boliviana dirigida por Santos Tito. Desde Colonia, Alemania, Sofía Salvatierra, indicó que más de 100 personas se juntaron en esta ciudad a orillas del río Rin, en el oeste alemán, para pedir una nueva elección, y que Evo Morales salga del poder, así lo comunicó al Diario El Deber.

### Gobiernos e instituciones internacionales
- Irán: El portavoz de la Cancillería de Irán, Seyed Abás Musavi, comunicó que el Ministerio de Asuntos Exteriores de Irán ha felicitado al presidente de Bolivia, Evo Morales, su victoria en las elecciones presidenciales.[328]

- Cuba: El presidente de Cuba felicita a Evo Morales su victoria preliminar en las elecciones en Bolivia, obtenida “pese a la guerra mediática de la derecha continental”.[329]

- Venezuela: El gobierno de Venezuela consideró a Morales como ganador de las elecciones, felicitándolo por un cuarto mandato,[330] y Nicolás Maduro expresó su apoyo a Morales, calificándolo como «presidente reelecto, legítimo y constitucional».[331] La vicepresidencia de la República Bolivariana de Venezuela además felicitó a Morales por su «victoria», siendo dado a conocer por el Jefe de la Diplomacia venezolana Jorge Arreaza.[332]

- Estados Unidos: A través de su cuenta de Twitter: SecPomeo, el secretario de Estados de los Estados Unidos, Michael Richard “Mike” Pompeo, hizo un llamado a Bolivia para restablecer la integridad electoral.[333][334]

- Argentina: La expresidenta y vicepresidenta electa argentina, Cristina Fernández de Kirchner expresó lo siguiente: «Lo que pasó hoy aquí en nuestro país, lo que también ha pasado días atrás en la hermana República de Bolivia: desde acá felicitamos a Evo Morales, el nuevo presidente de Bolivia. De nuevo presidente».[335]

- México: El presidente Andrés Manuel López Obrador felicitó vía telefónica con Alberto Fernández y Evo Morales, en la "victoria en elecciones libres y democráticas".[336][337]

- Siria: La embajada de la República Árabe Siria felicitó el martes al presidente Evo Morales por su victoria en las elecciones generales del 20 de octubre, en nombre del presidente Bashar Al-Asad.[338]

La Comisión Interamericana de Derechos Humanos (CIDH) expresó su preocupación «ante los graves hechos de violencia que han tenido lugar en el marco del proceso electoral en Bolivia», llamando a la seguridad, integridad personal y la libertad de expresión de sus habitantes.

### Efecto en actividades

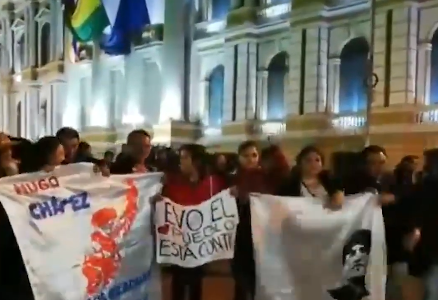
Protestas de simpatizantes de Morales, mostrando carteles de apoyo a Morales y al fallecido presidente venezolano Hugo Chávez.

La Federación Boliviana de Fútbol (FBF) suspendió todos los partidos de la fecha 17 del Torneo Clausura de la Primera División de Bolivia, debido a la falta prevista de presencia de jugadores y espectadores debido a las protestas. El 24 de octubre, la FBF adicionalmente suspendió actividades del Torneo Clausura a disputarse durante el fin de semana. La División Profesional del fútbol boliviano determinó suspender la fecha 19 del torneo Clausura en su totalidad, e incluso se pone en duda el amistoso con Chile, debido a los acontecimientos que pasan en el país vecino.
La Asociación Boliviana de Supermercados anunció que la atención de los supermercados e hipermercados para la jornada del 25 de octubre sería de 7:00 AM a 12:00 del mediodía.
La Fundación Feria Internacional de Cochabamba (FEICOBOL), suspendió más de 3 ferias que debieron organizarse en estos días, e incluso otras del mes de noviembre. Siendo el evento importante que cancelaron fue la Feria del Automóvil Sobre Ruedas, evento que estaba programado para llevarse a cabo del 30 de octubre al 3 de noviembre, en el campo ferial de Alalay, escenario del conteo de votos para Cochabamba y enfrentamientos que terminó con destrozos en el Campo Ferial.
La directiva de la Feria Internacional de La Paz (FIPAZ), a través de un comunicado, informó que se reprogramarian las fechas de algunas actividades, pero aun no hay fecha exacta para el evento.
El director departamental de Educación de Cochabamba, Iván Villa, informó que este martes que 44 unidades educativas suspendieron sus labores con el fin de precautelar la seguridad de los estudiantes, de los cuales 31 son fiscales, siete de convenio y seis privadas.
El ministro de Educación, Roberto Aguilar, informó que se reprogramó el cierre del calendario escolar por departamento: Cochabamba para el 14 de diciembre, Oruro para el 10 de diciembre, Potosí el 23 (en plenas fiestas de fin de año), Tarija el 16, Sucre el 17, La Paz y Santa Cruz el 14, Beni el 6, y Pando 10. La ejecutiva del Magisterio Urbano del departamento de Tarija, Roxana Quezada, ha manifestado que su sector no permitirá una reprogramación de las clases.
La Universidad Mayor de San Simón (UMSS) ratificó mantener la suspensión de actividades académicas y administrativas hasta que se solucionen los conflictos en el país.
Las direcciones distritales de los municipios de Sacaba, Cochabamba, Tiquipaya, Colcapirhua, Quillacollo, Vinto y Sipe Sipe (RMK) determinaron suspender las actividades educativas para la jornada del jueves 7 de noviembre de 2019, para evitar poner en riesgo la integridad de los estudiantes de escuelas públicas, privadas y de convenio.